# K11 MUSEA
K11 MUSEA，中文名稱「K11人文購物藝術館」，（讀音 meu-see-ah /mjuːˈziːə/ mew-ZEE-ə）是香港尖沙咀維港海旁的一座大型購物中心，位處於綜合式大樓 Victoria Dockside 內，樓高10層，以購物藝術館為經營理念，在2019年8月26日開幕。

## 基本概念及命名
K11 MUSEA 是由K11創辦人、新一代文化創業企業家鄭志剛帶領團隊構思，由多位國際建築師和來自本地及海外逾百位設計師及藝術家參與建造，以體驗式購物藝術館作為經營理念，意圖打造文化潮流新地標，開幕時將展出一系列公共藝術品，體現K11將藝術融入群眾的宗旨。而 K11 MUSEA 名字靈感來自「海邊的希臘女神」，來自古希臘神話主司文學、科學、藝術以及知識泉源的繆斯女神。

## 建築

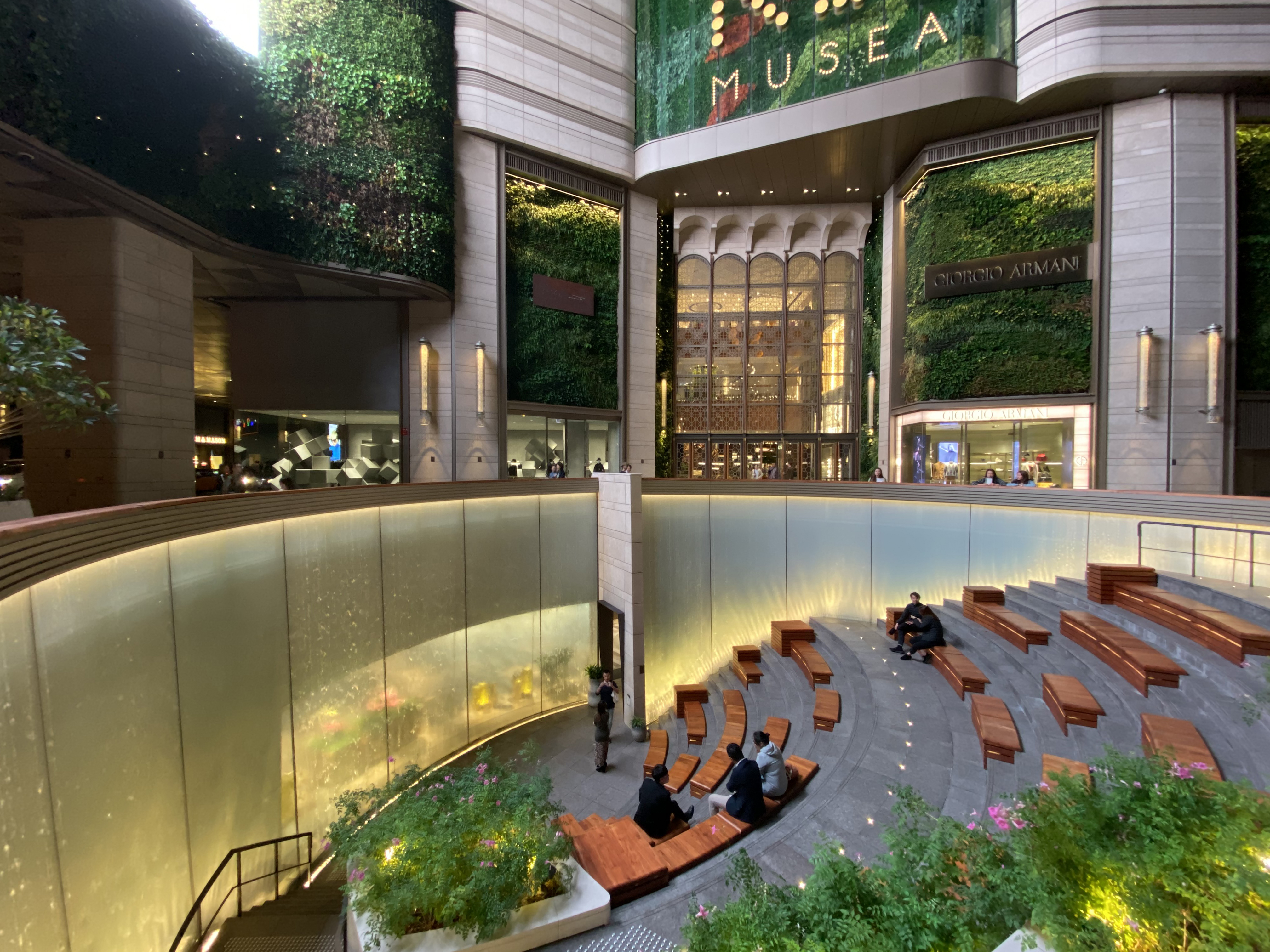
地面設佔地2000平方呎的圓形露天廣場Sunken Plaza

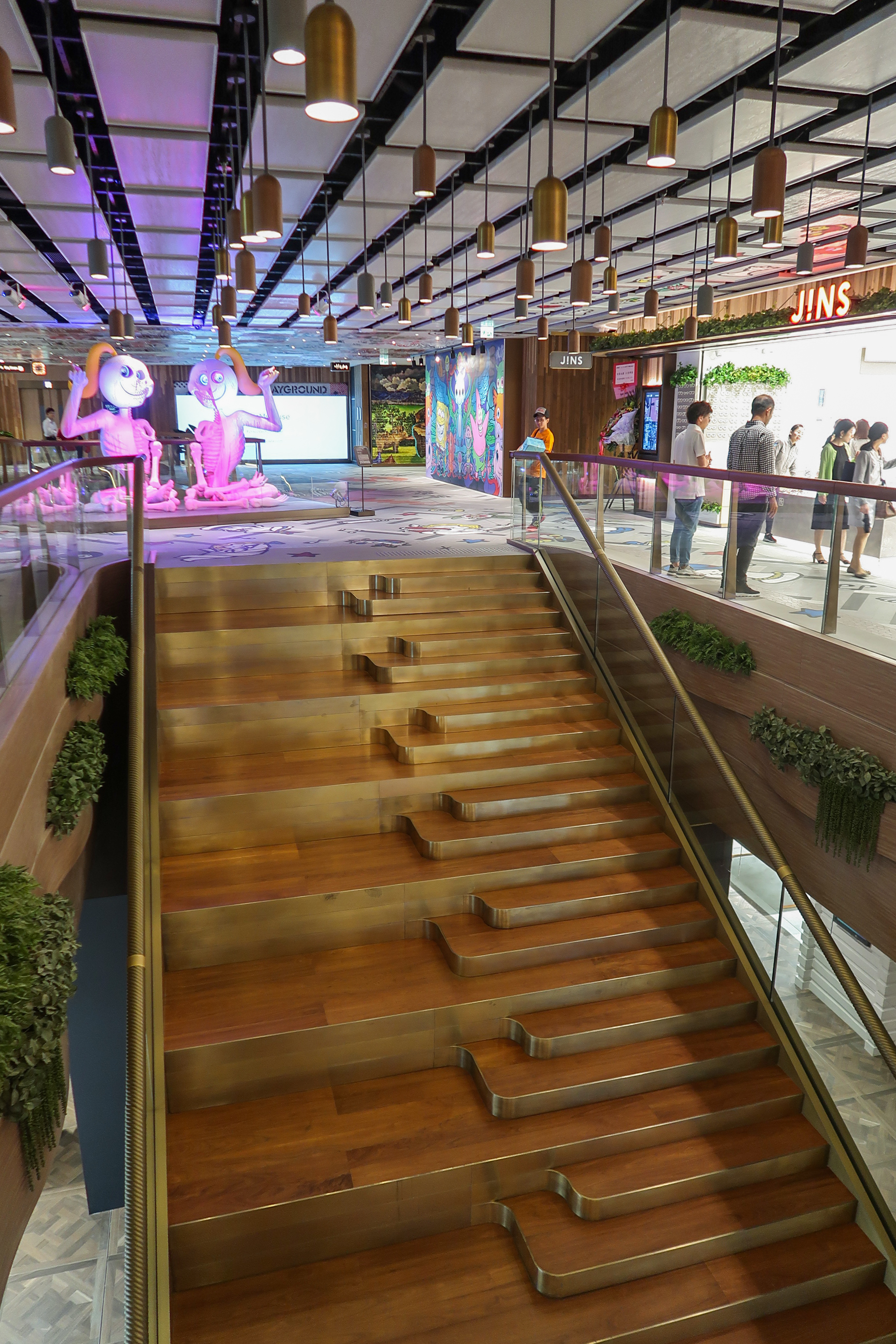
連貫商場2樓至3樓的Big Steps

K11 MUSEA 的建築由國際知名的海外及本地建築師、藝術家和設計師所組成的 100 CREATIVE POWERS（100 份創意力量）聯手設計，佔地120萬平方呎，為尖沙咀海濱新地標。
場內外有多項特色結構，包括大廈外牆為全球最大的綠化牆之一，由泰國景觀設計工作室 PLandscape 設計。而地面設佔地2000平方呎的圓形露天廣場 Sunken Plaza，設有動態水幕牆，並裝上噴霧系統。上方設有25呎高的 LED 屏幕，用作戶外電影放映、現場音樂會以及各種藝術表演。
商場中庭由 LAAB Architects 設計，命名為 Opera Theatre，高達33米，有數百盞燈飾組成螺旋形效果。而天花拱頂 Oculus 設兩個7米闊的天窗。2至3樓設懸掛着金色三角圖案構成的球形空間 Gold Ball，除可營造星空效果外，亦可作展覽、藝術表演和 pop-up 商店的多用途空間。
商場地下至1樓亦擺放17款由丹麥設計的經典家具。但只有1款可供遊人坐下。

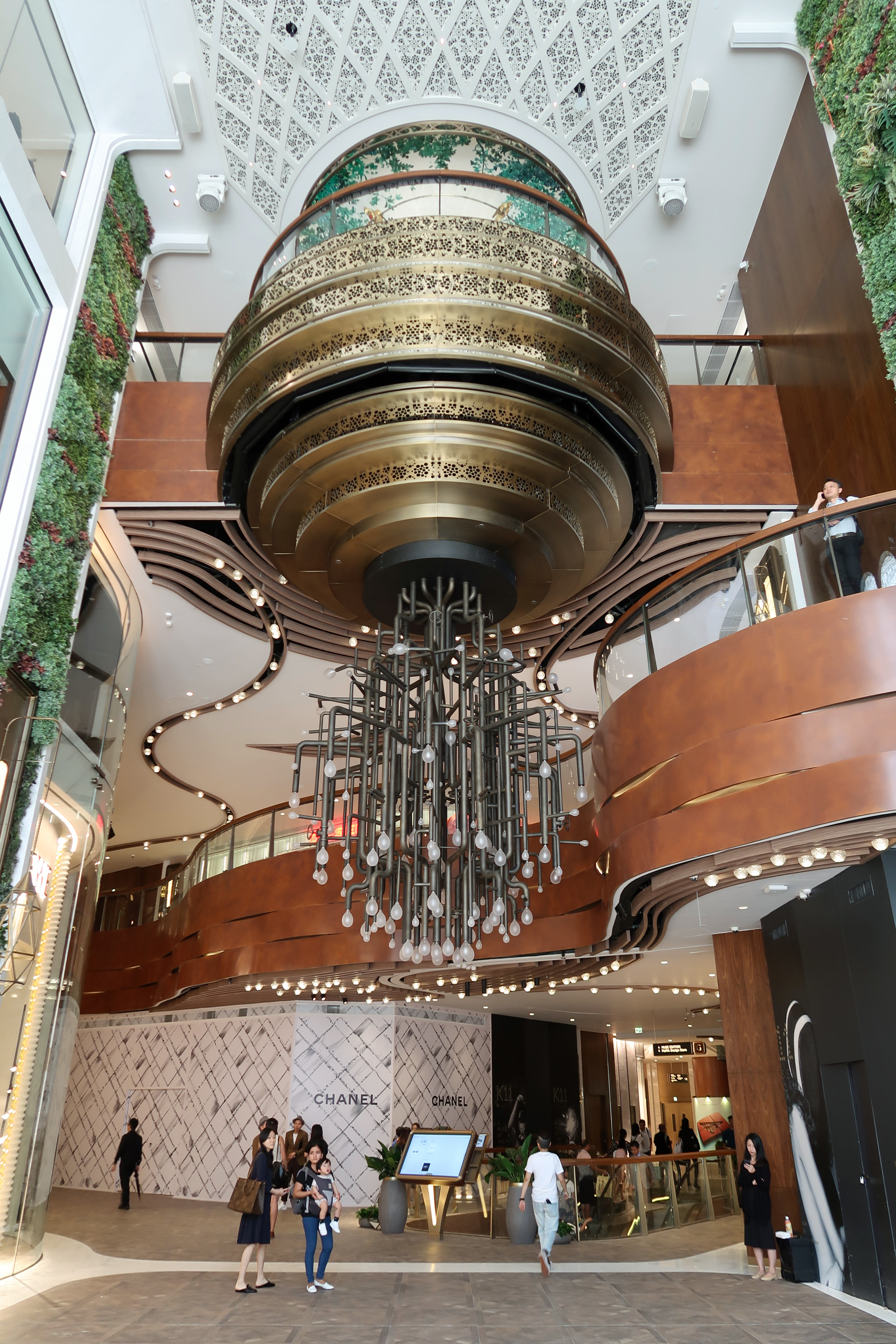
地下入口大廳裝飾品VICTORIA，由Lasvit設計
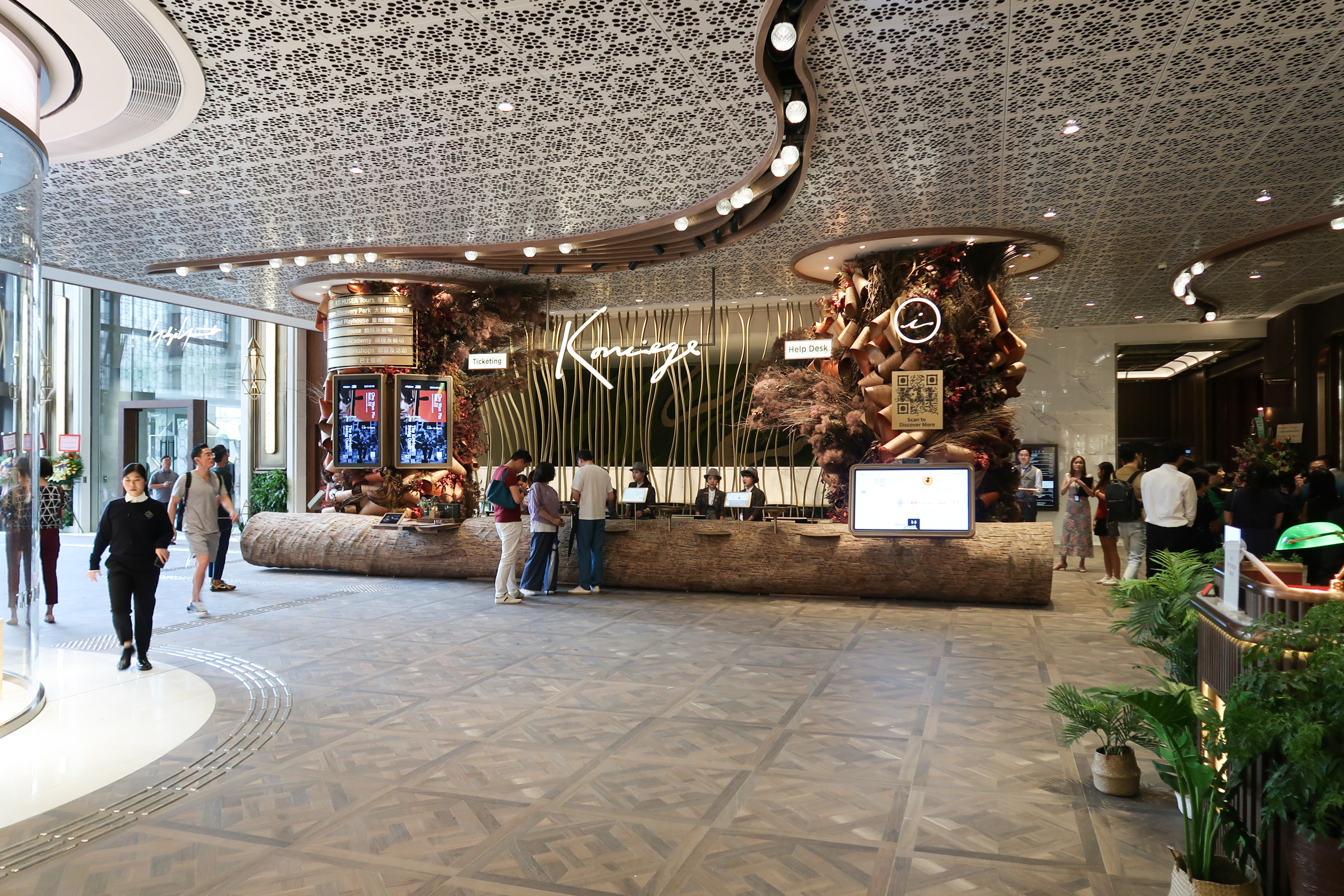
地下Konciege顧客服務中心利用大量木材
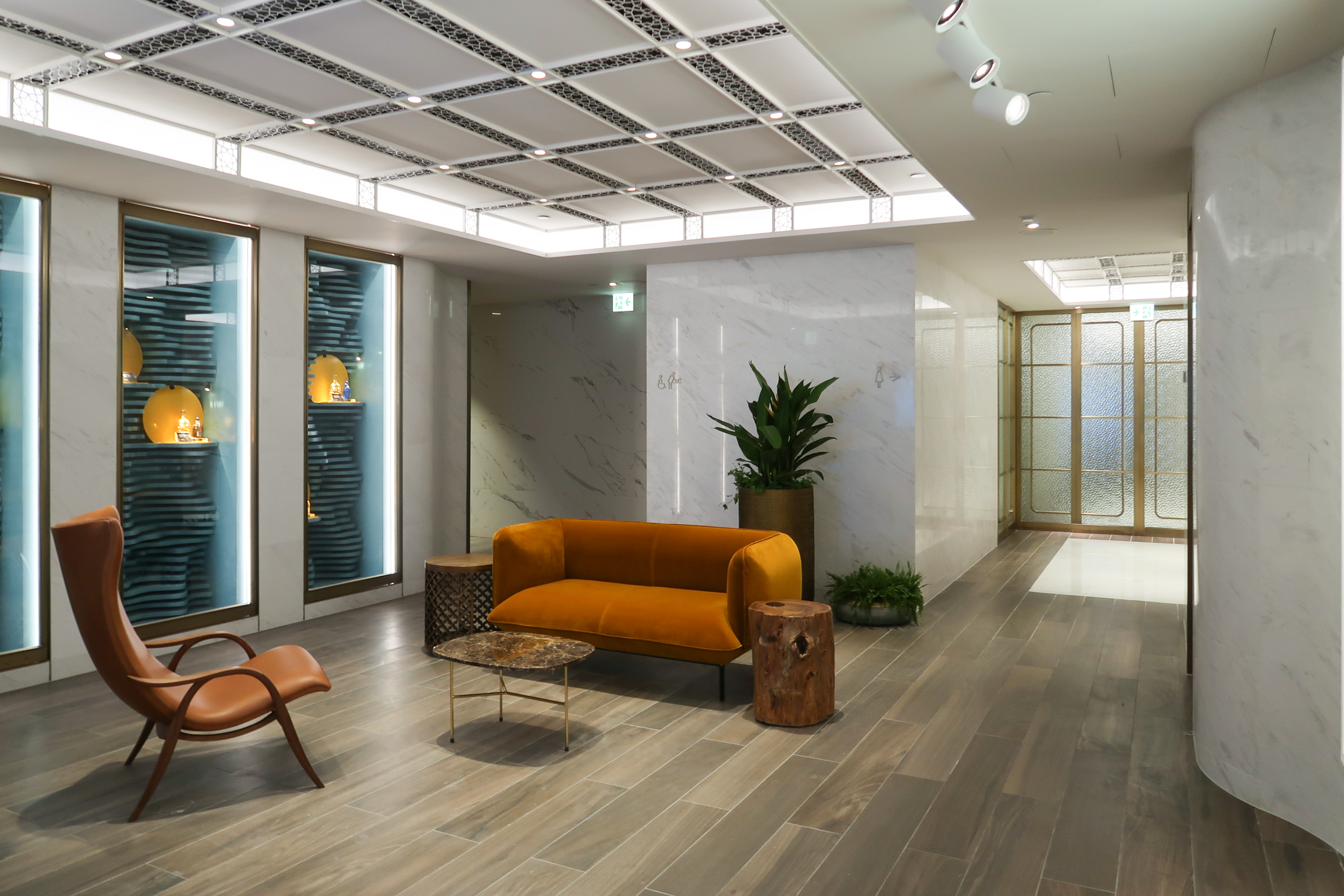
1樓貴賓專用洗手間閒座區
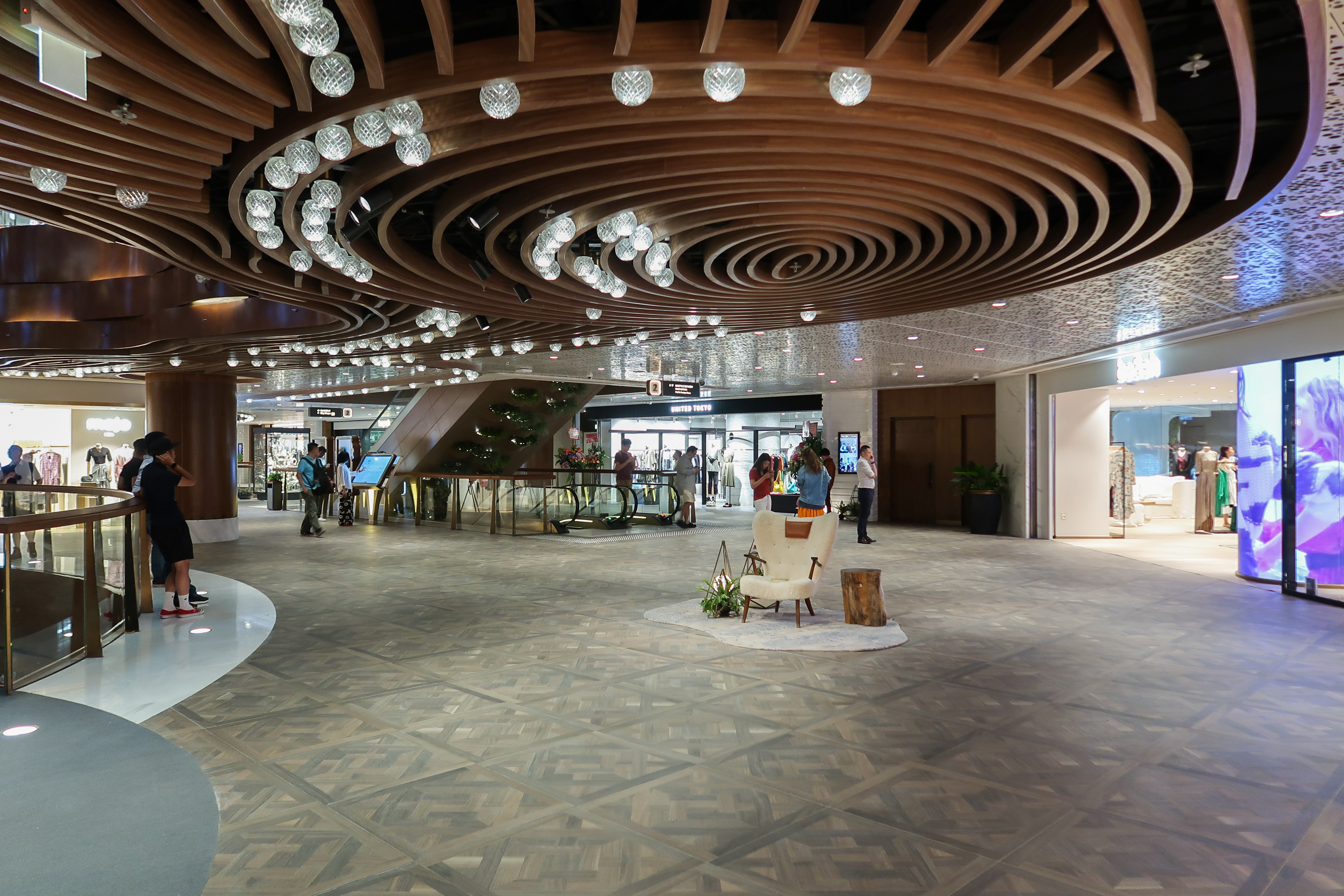
2樓假天花燈飾組成螺旋形效果
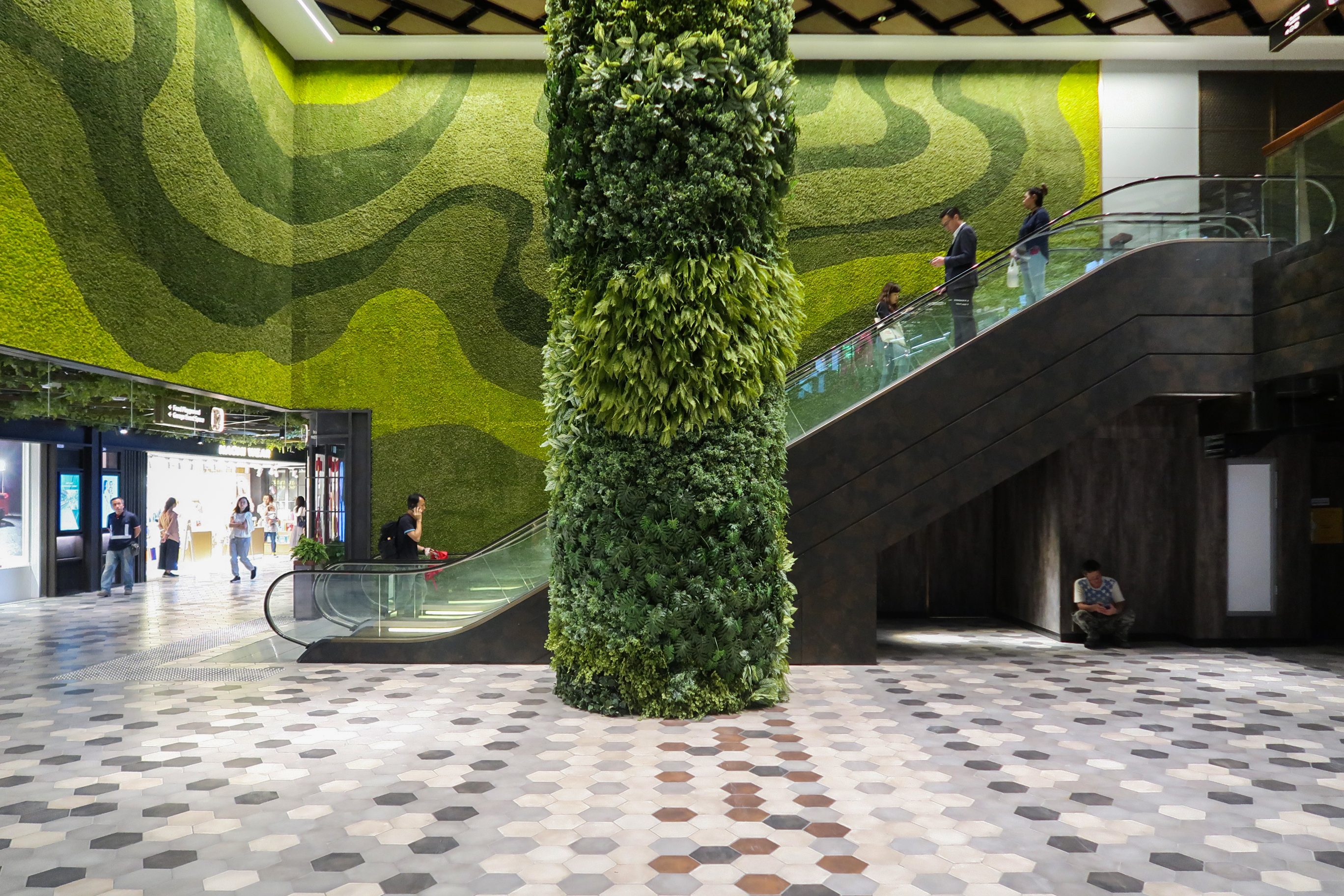
場內外有多個綠化牆

## 商場結構

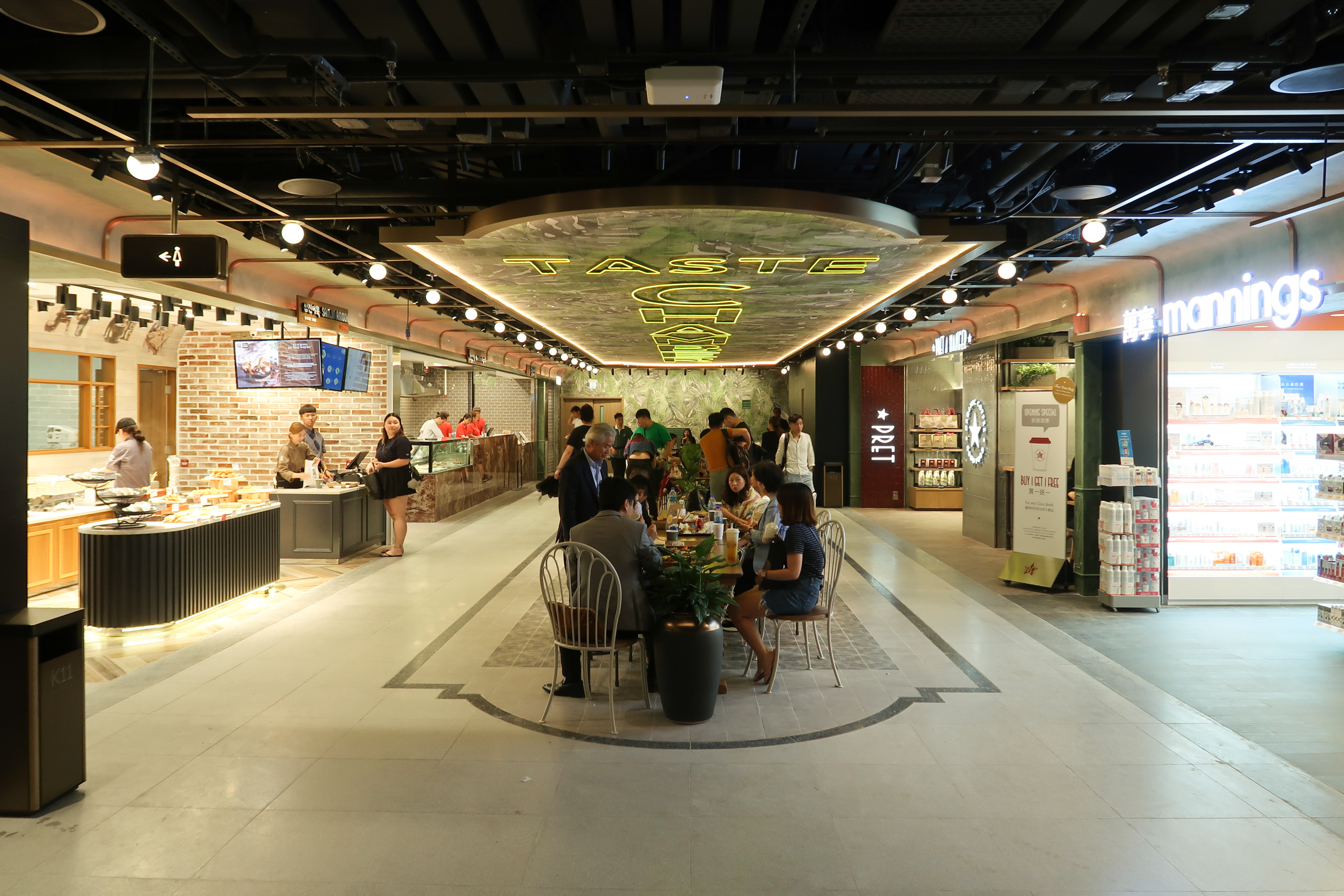
B2層Taste Chamber以加勒比島國的異國文化為主題，由PANORAMA 泛納設計事務所設計

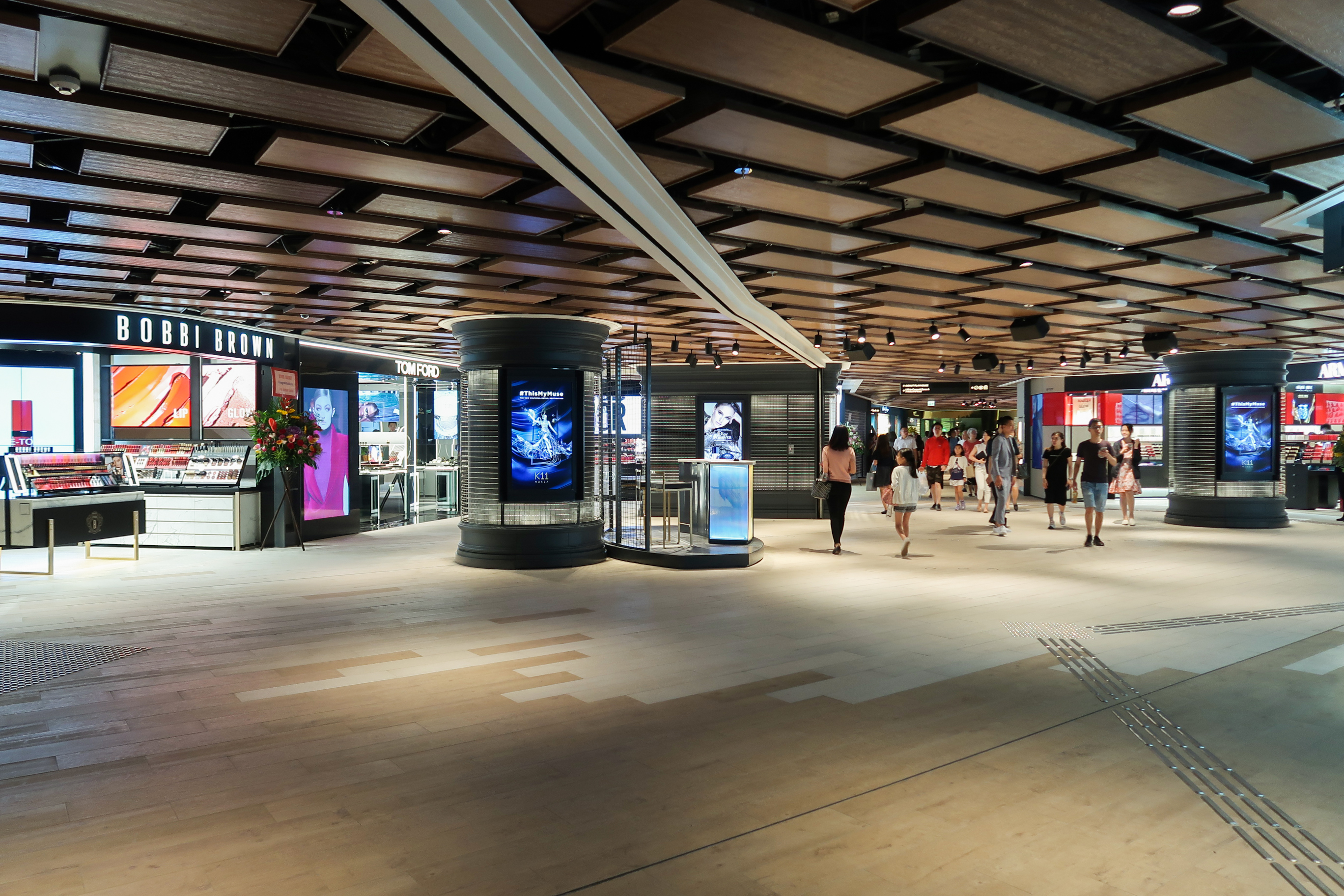
B1層化妝品專區BEAUTILICIOUS

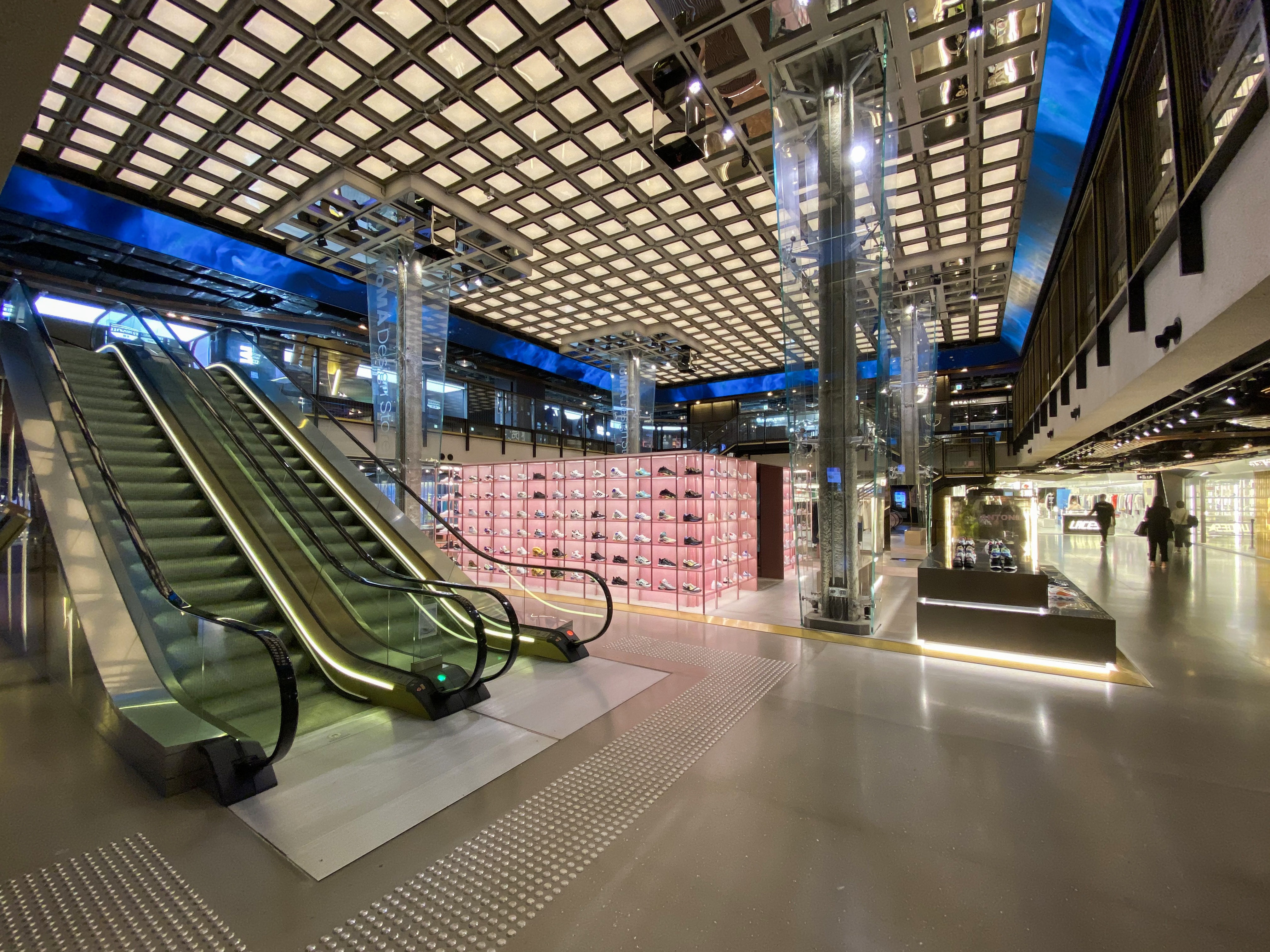
MUSE EDITION中庭裝修保留原有1980年建成的天花結構

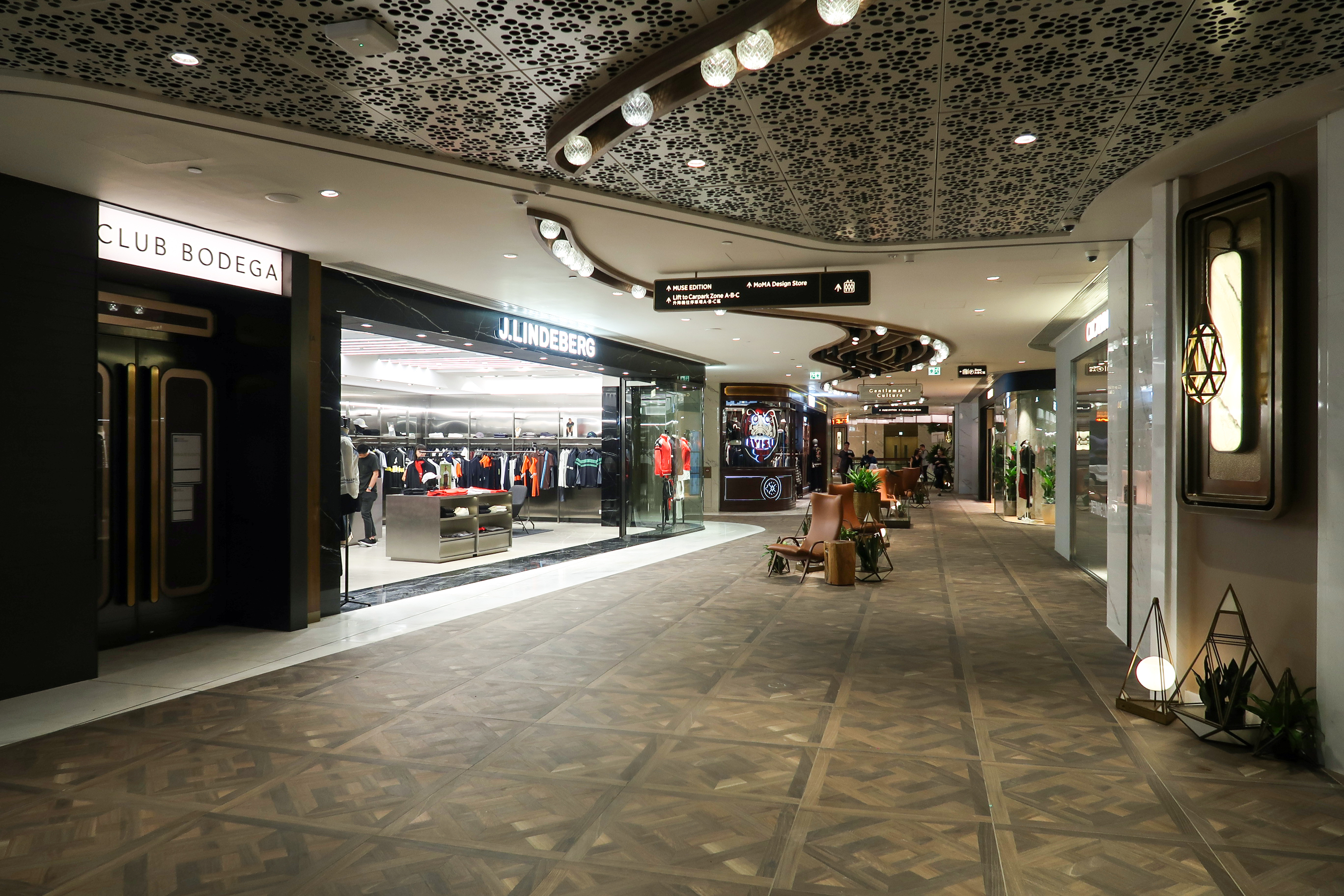
1樓商店

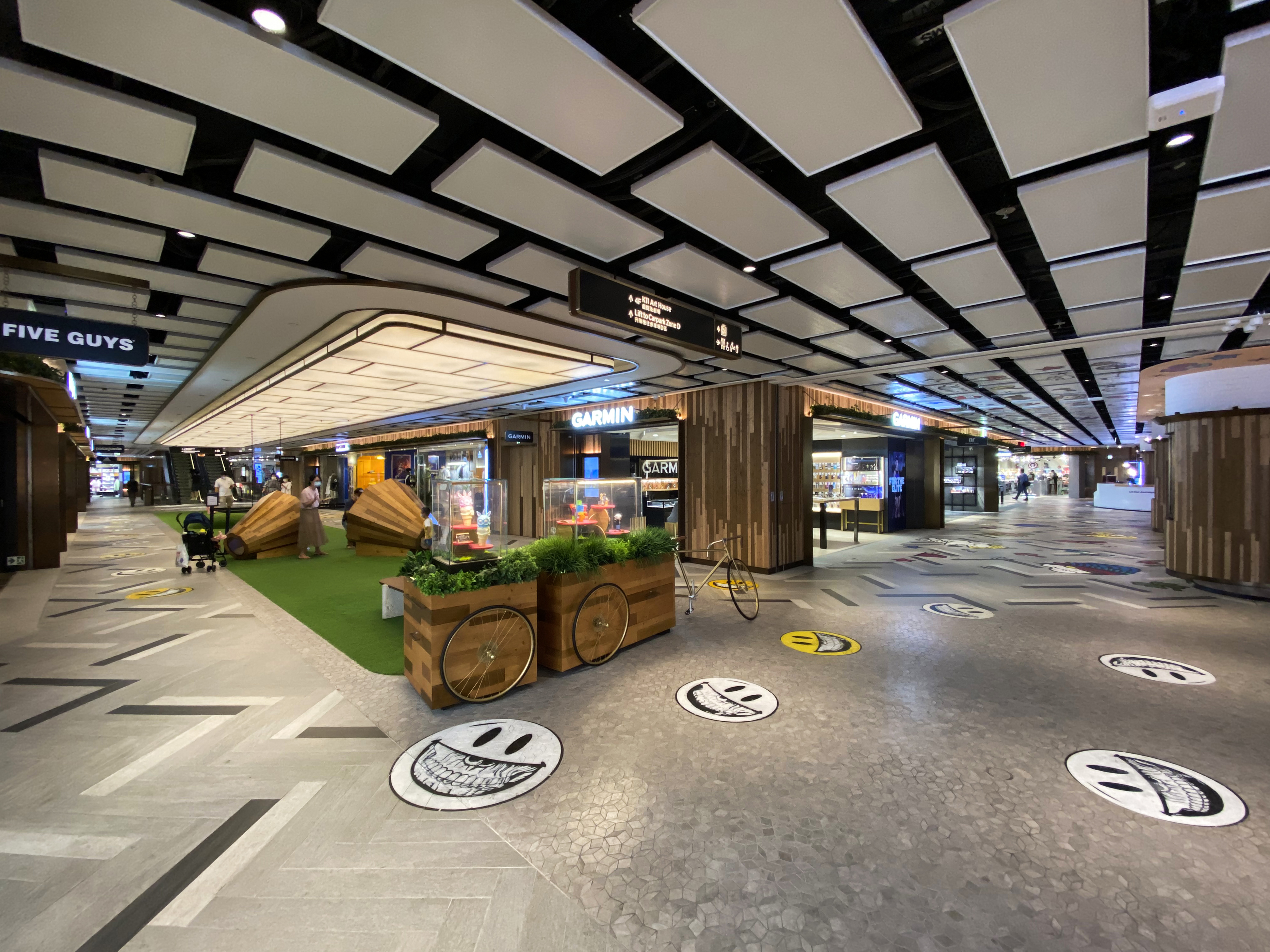
3樓綠草坪

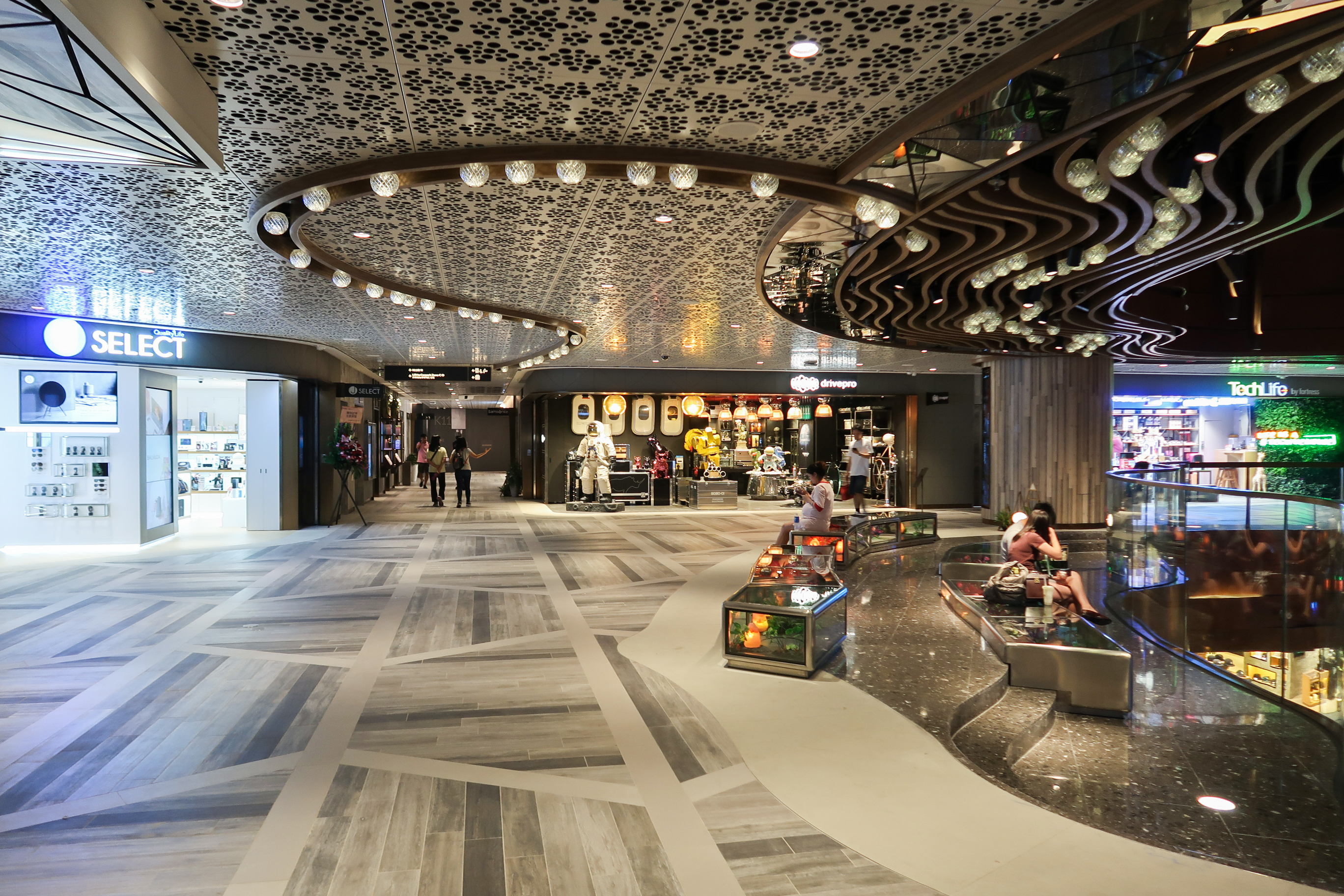
4樓商店

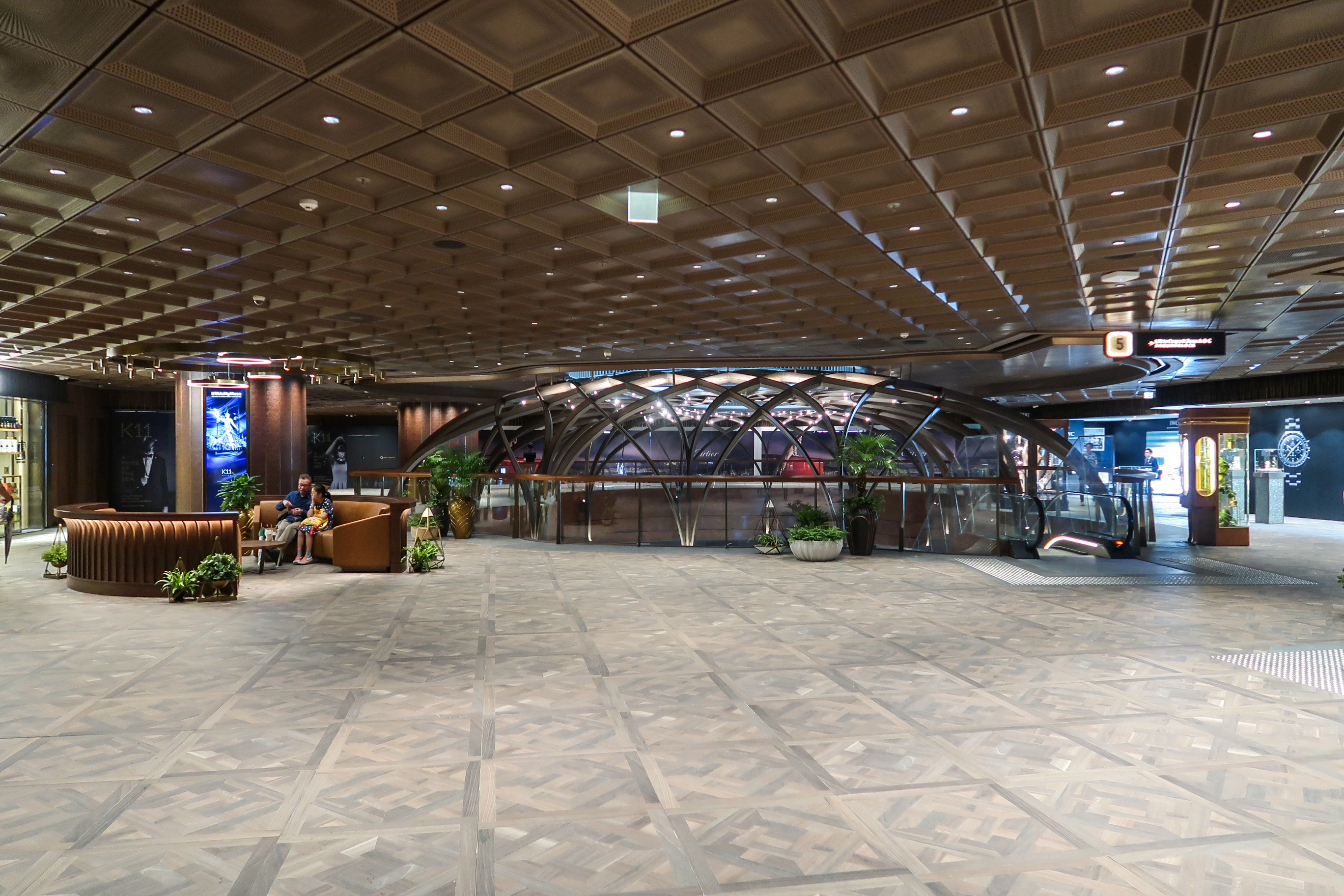
5樓整體環境以深木作主調

### B2層
中央部份為美食廣場Food Playground，集合10個檔位和提供超過250個座位。東面為提供小食和甜品專櫃區的Taste Chamber和超級市場Market Place by Jasons，附設私家車上落客區。西面為多間童裝店和Bakery House麵包店專區，現時擺放了香港君悅酒店曾使用的麵包焗爐，並有數間麵包店進駐。該層亦設展覽空間Garage。該層美食廣場和整体室内设计由ST Design負責。
而前名店城位置設兒童互動烘培教室 Harry's Kitchen、日系家品店BRUNO、幼兒學習中心Victoria Playpark，附近亦租予多間童裝店。到2020年8月末，前baby GAP位置開設誠品兒童館期間限定店。

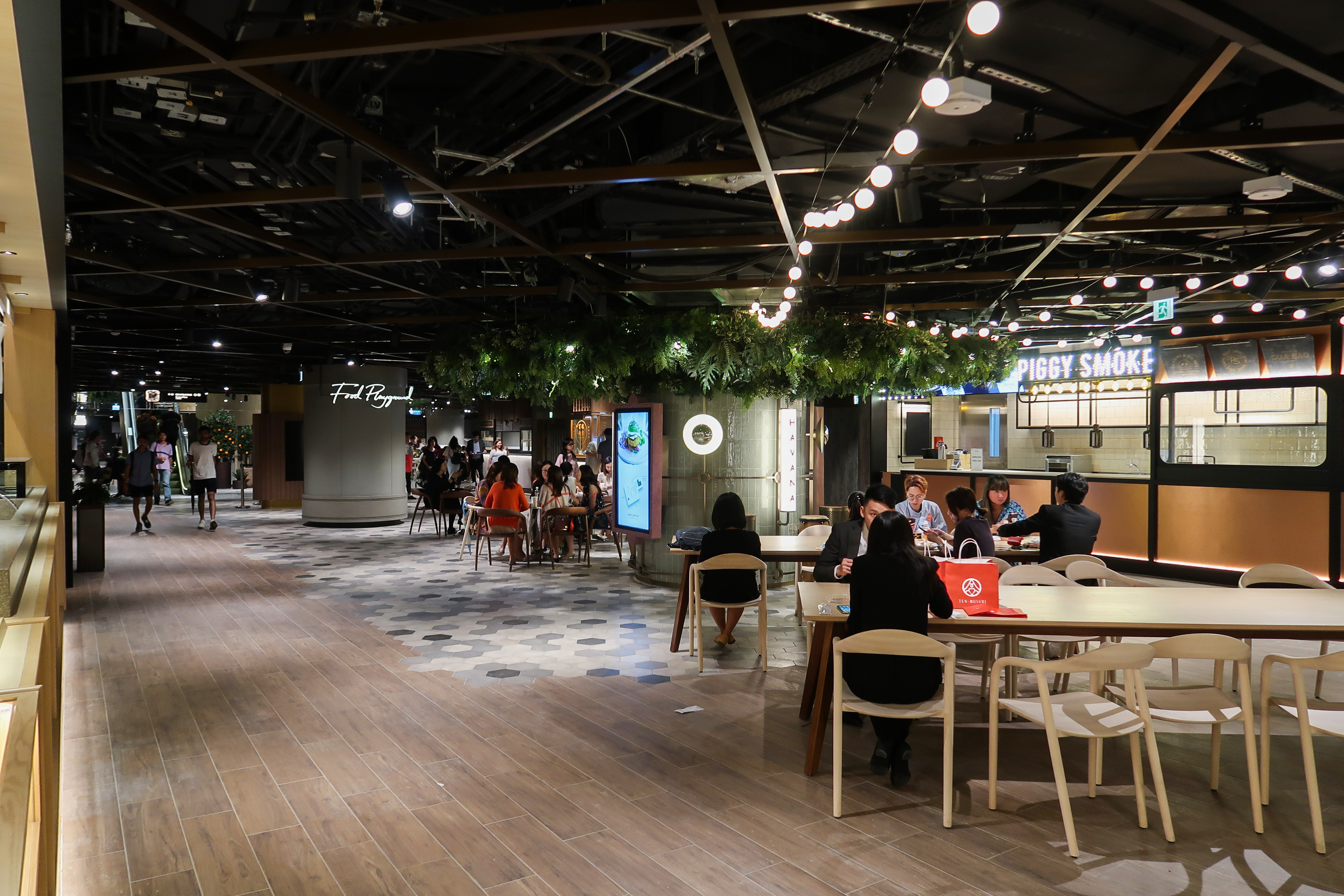
美食廣場Food Playground
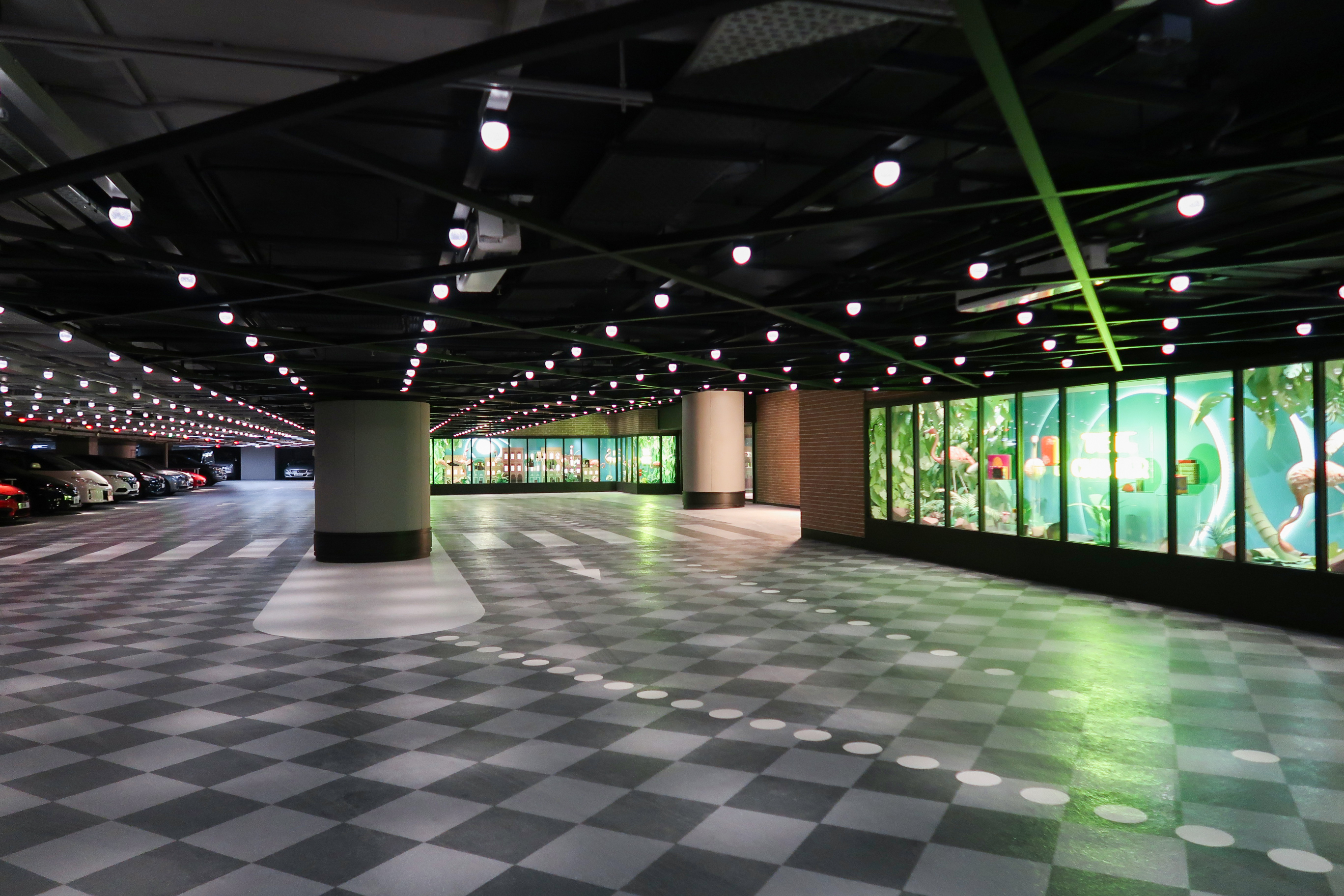
私家車上落客區
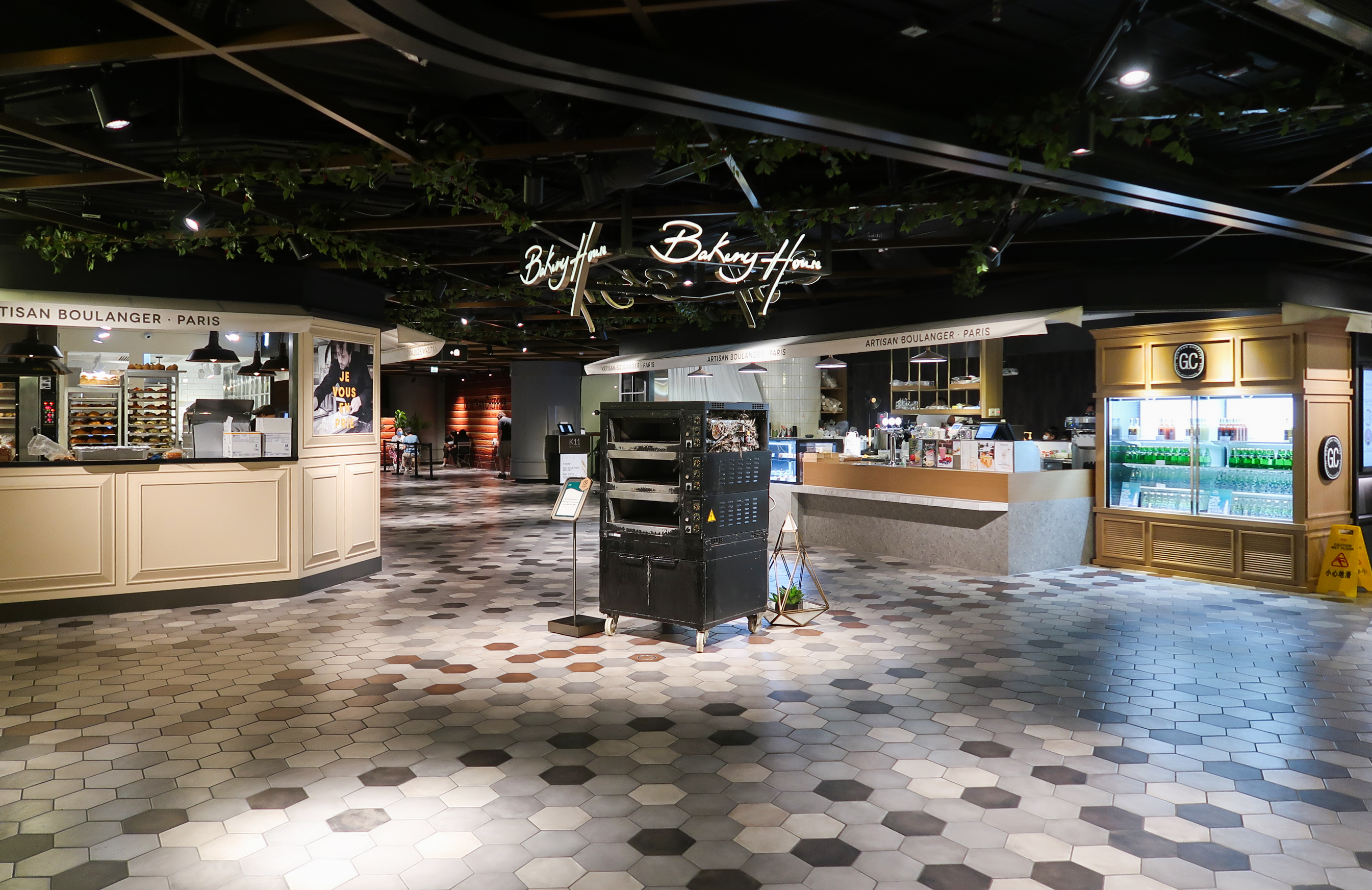
Bakery House麵包店專區擺放了香港君悅酒店曾使用的麵包焗爐
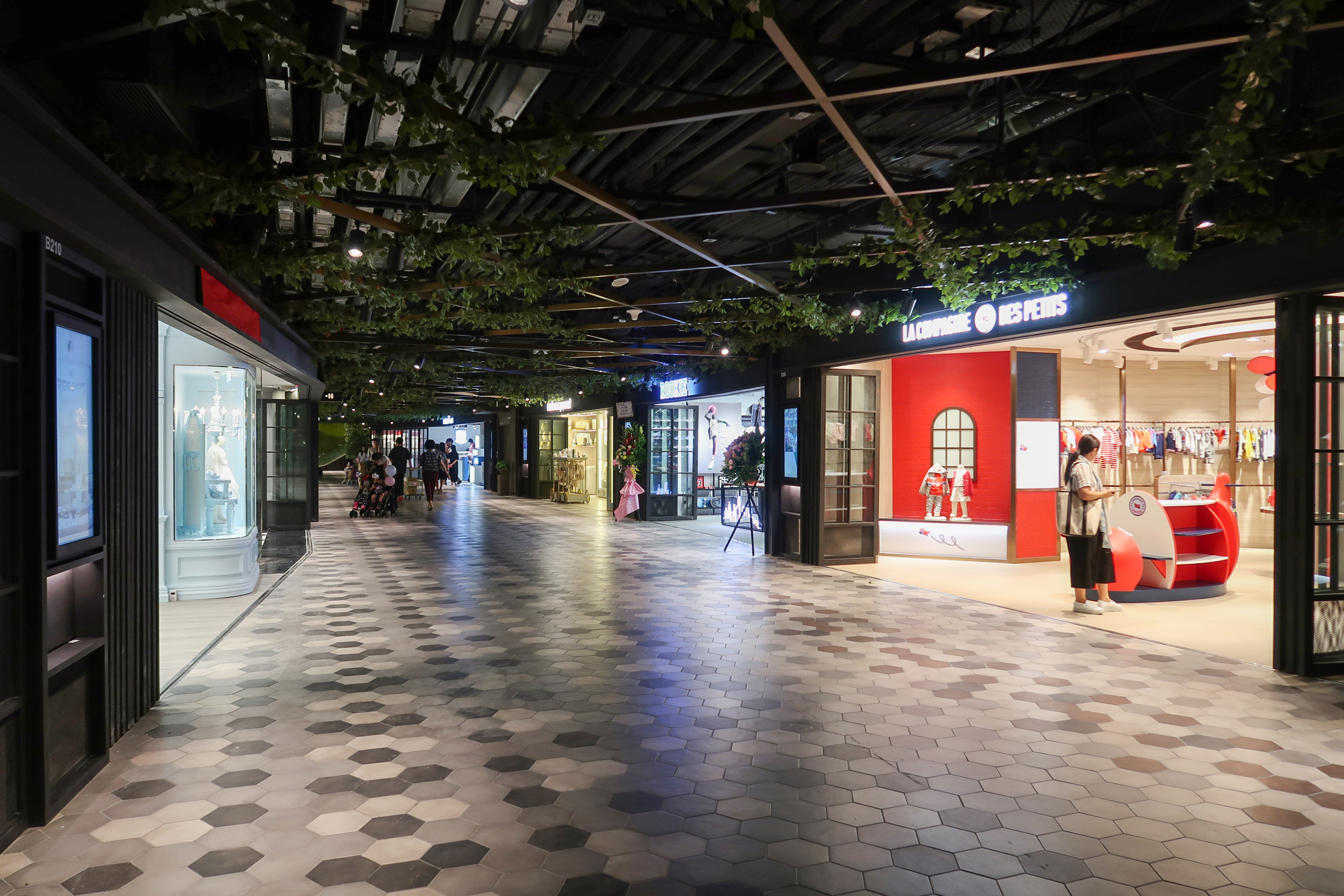
B2層童裝店
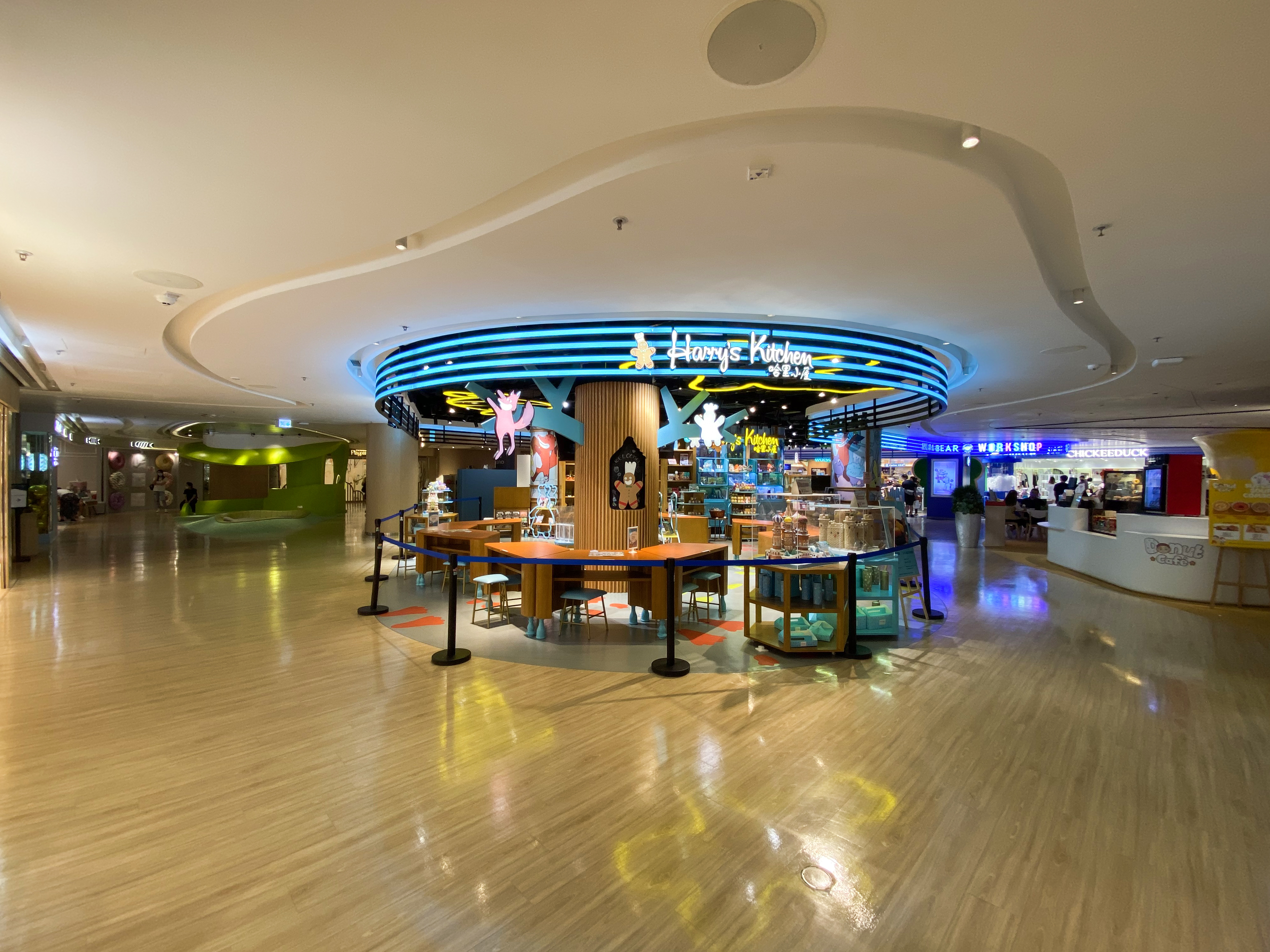
B2層兒童區

### B1層
全層為化妝品專區BEAUTILICIOUS，設多間國際知名美容品牌。到2020年6月開設Tesla體驗中心，並提供56個目的地充電器。餐廳為新加坡「文華雞飯」Chatterbox，日本Afternoon Tea TEAROOM，百味堂和agnes b. CAFÉ & FLEURISTE。該層設通道往尖東站和K11 ATELIER辦公大樓，亦設的士和過境巴士等候區。
該層前名店城位置將開設LEGOLAND Discovery Center，其中禮品店於2019年11月開幕。但探索中心不斷延遲開幕日期，現時公佈到2021年3月1日才正式開放，入場門票價格為港幣240元。

### 地下
全層名為Maison of Fashion，以國際高級奢侈品牌為主，包括Chloé、Givenchy、YSL、Alexander McQueen、LOEWE、香奈兒、芝柏錶、凯卓、浪凡、Giorgio Armani、大中華區首間Yohji Yamamoto旗艦店、巴黎世家、Roger Vivier、Christian Louboutin、Gucci、卡地亞和Van Cleef & Arpels等名店。商場中庭位置設Artisan Lounge，全日供應精緻下午茶。
商場可通往香港瑰麗酒店和K11 ARTUS服務式住宅，而香港洲際酒店商場範圍改為MUSE EDITION專區，場內以工業風設計，並設多間針對高檔市場的年青街頭品牌，如來自意大利的GCDS、Off-White、Palm Angels和JUICE等。到2020年4月，洲際酒店內的欣圖軒餐廳搬遷至該處。而該範圍裝修保留原有的窩夫格紋天花結構，以水影燈和混合貝殼的水泥作裝飾。
2025年7月，MUSE EDITION專區所有商店已經結業，原址於同年8月設置全球首個大型吉伊卡哇大型展覧「CHIIKAWA DAYS」。

### 1樓
全層名為Gentleman Culture，設多間高檔男士品牌及商舖，包括Calvin Klein、MACKAGE、MANIFESTO、Tony Burch、Santoni、Tassels、Georg Jensen、TUMI、Series urban generation corner、Y-3等。同層亦設高級音響品牌鉑傲、專業調酒和雪茄店CLUB BODEGA、Leonardo3 Hair Corner美髮店、意大利餐廳VELO和摩登日本居酒屋餐廳KAIYŌ。該層近Arc'teryx Veilance的洗手間只限貴賓專用，需拍卡才能進入。
而該層MUSE EDITION專區設亞洲最大的MoMA Design Store、中國新興獨立時尚品牌「一尚門」，新世界中心舊租戶「銀座日本料理鐵板燒」和2019年12月開業的旅行主題麵店YumMee（喫麵）。
2025年初，MUSE EDITION專區商店陸續結業，原址4萬方呎樓面將會連同地下部份變成路易威登（Louis Vuitton）在亞洲區的旗艦店。店內將設LV博物館、咖啡廳及VIP貴賓室，預計在2026年底開業。

### 2樓
全層名為Contemporary Wardrobe，以女士時裝和新晉美容品牌為主。主要包括COS、Charles & Keith、ba&sh、MO&Co、United Tokyo、sandro等。食肆包括日本原宿表參道人氣梳乎厘班戟店「幸福pancake」、獲得米芝蓮一星的法國菜TIRPSE、日本人氣中華拉麵店「多賀野」和藝人陳豪建立的自家咖啡品牌Blooms Coffee。該層有Golden Ball播放藝術作品，亦有連接3樓的Big Steps樓梯供遊人坐下。同層亦設通道往香港瑰麗酒店。

### 3樓
全層名為Design Republic，以街頭藝術為主題，展示了九位街頭藝術家的作品。租戶以年輕服裝和運動服為主。主要包括ellesse、來自韓國的KOLON SPORT、Gapfit、日本眼鏡店JINS、patagonia、Popcorn、LEVI'S、香港首間National Geographic專門店、玩具精品店Gift & Take by Nobletime、雷蛇、1010和來自日本的健美品牌SIXPAD STATION。食肆包括美國快餐店Five Guys和The Coffee Academics。喜茶曾在此層開設喜茶實驗室，可享維港風景，但因反對逃犯條例修訂草案運動和新型肺炎的疫情導致顧客大幅減少，於2020年初結業。原址到同年8月末改為泰國菜Greyhound Cafe。而Gapfit在2020年結業後改為SONY專門店。

### 4樓
全層名為Future Lab，設多間提供科技產品和生活潮物的商店。包括drivepro、J SELECT 、Sunion、TechLife by fortress、MetroSix電子產品店和L'ÉCOLE珠寶藝術學院下層部分。食肆包括BEP Vietnamese Kitchen、來自台灣的川菜餐飲品牌KiKi麵（KiKi茶）、意大利甜品店Per Piacere、優閒素食店DAMA和SHU K 蜀客。其餘範圍為KLUB 11會員中心和UA旗下的K11 Art House戲院，內設12間影廳，合共提供1,708個座位，當中包括全港首間IMAX Laser影院。不過到2021年1月末，林建岳旗下的豐德麗集團宣布斥資5600萬元向UA收購 K11 Art House 戲院的物業租賃合約。原址改由MCL Cinema繼續營運。

### 5樓
全層名為Chamber of Collectables，以奢華名店為主，整體環境以深木作主調。租戶包括瑞士頂級鐘錶品牌愛彼、三寶鐘錶珠寶和至醇酒庫。到11月至12月開設Cartier La Résidence，L'ÉCOLE珠寶藝術學院上層、新加坡銀行、頂級奢華服飾MODA OPERANDI、高級日式食肆IE Sushi and Teppanyaki和來自京都的米芝蓮1星餐廳「富小路やま岸」（到2022年10月結業）。到2020年8月末開設GLASSHOUSE餐廳旗艦店。
同層設往香港瑰麗酒店Bayfare Social餐廳的通道到11月才開放。該層曾預留空間往6樓美術館和作餐廳用途，2020年8月22日前以木版圍封。

### 6樓
6樓西面為Gourmet Chamber，在2020年8月22日對外開放，設數間高檔餐廳，包括COUCOU Reserve（湊湊甄選）及 TeaMiTea、酒品專賣店Fine Wine Experience，與連續六年榮獲米芝蓮一星榮譽的鮨わだつみ 。其餘空間為畫廊貝浩登 Pop Up 空間和餐廳COBO HOUSE。戶外設K11雕塑公園，可享維多利亞港景色。而東面原規劃作美術館K11 Art & Cultural Centre，在2020年10月開放部分範圍。該處樓高2層，佔地逾30,000平方呎，外牆以超過300條玻璃圓管組成，最高的玻璃圓管達9米高。不過到2021年初突然改為開設PURE Fitness，為全球最大的分店。

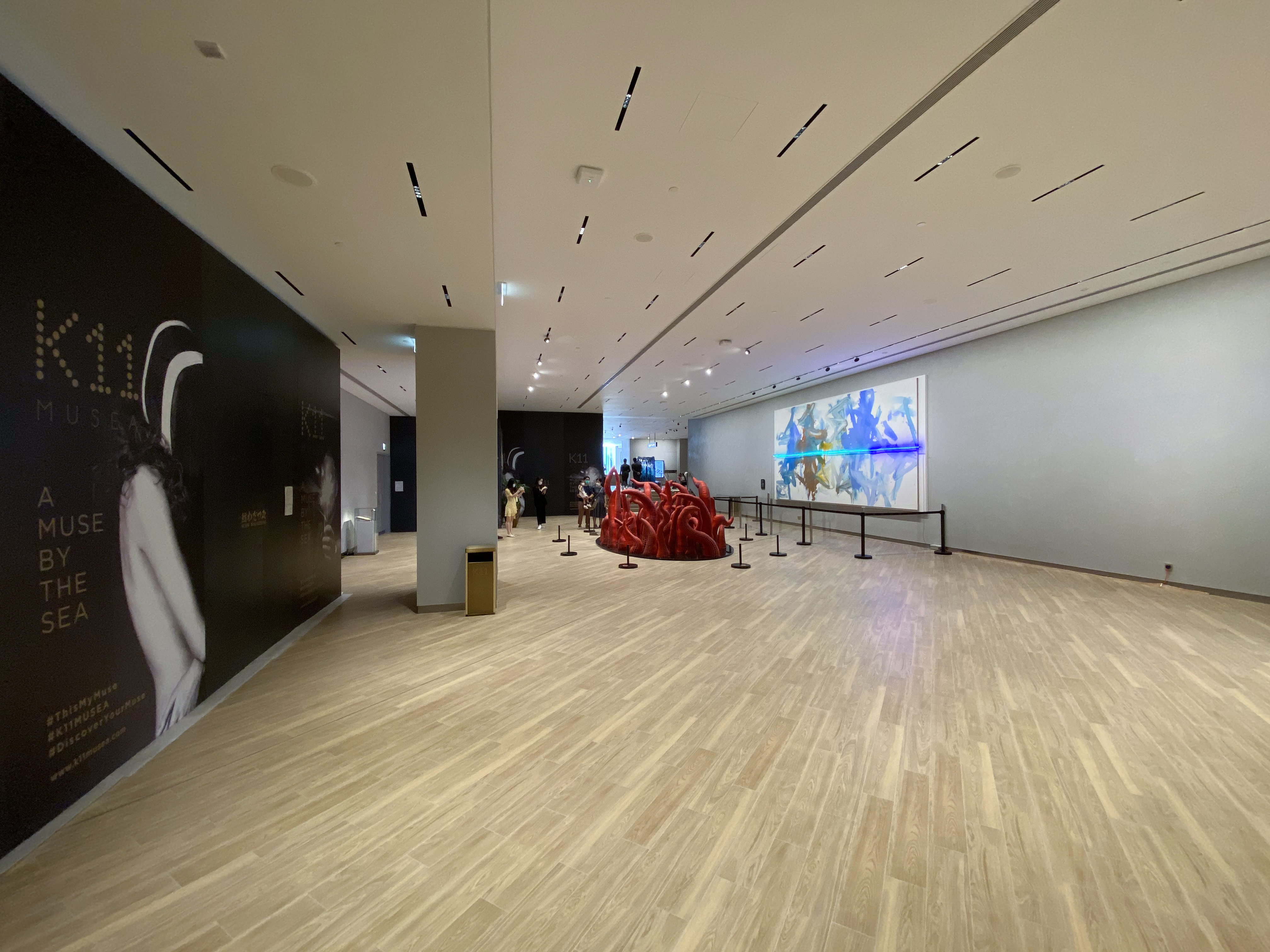
6樓美術館擺放了草間彌生藝術品
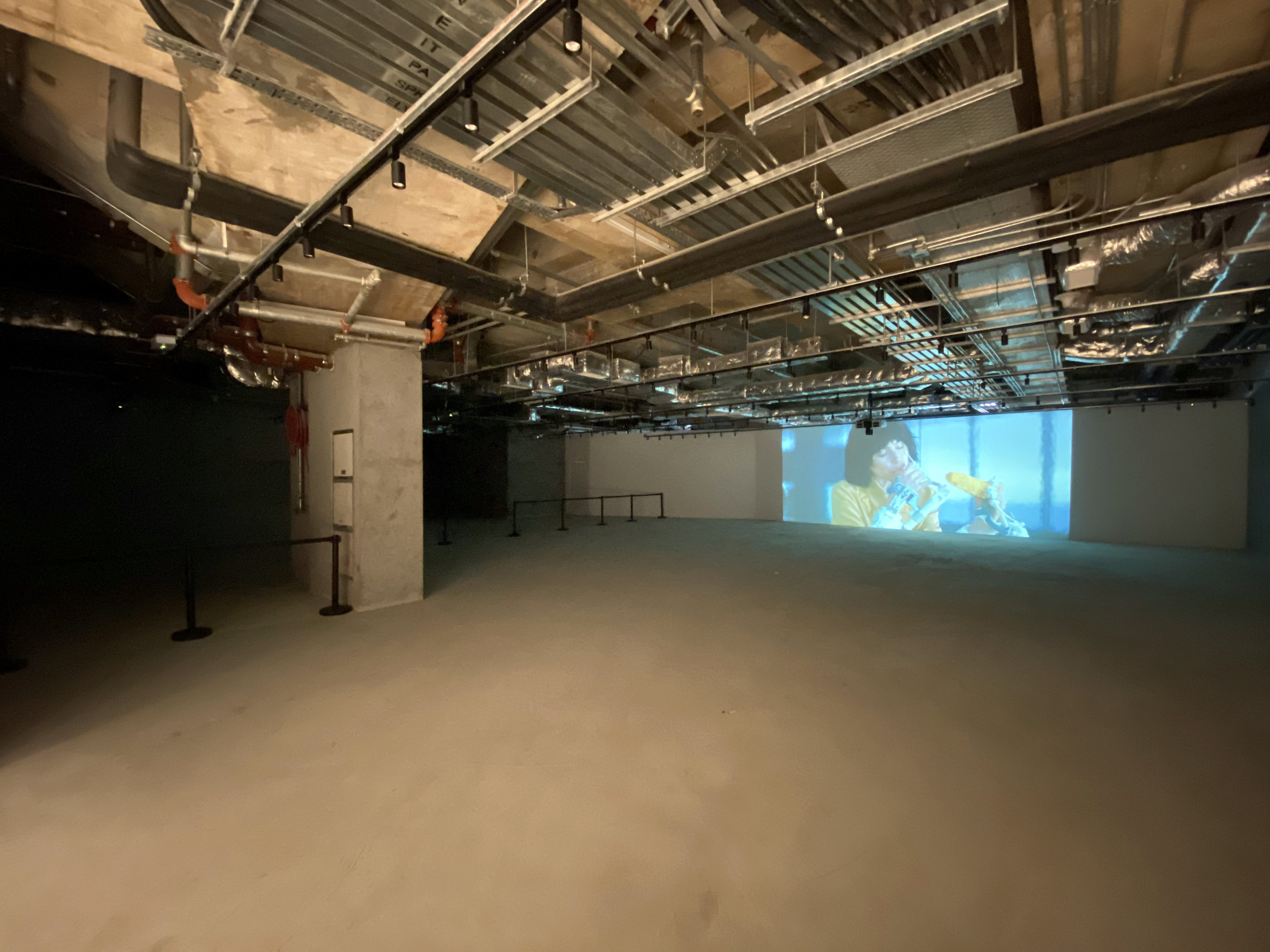
貝浩登 Pop Up 空間
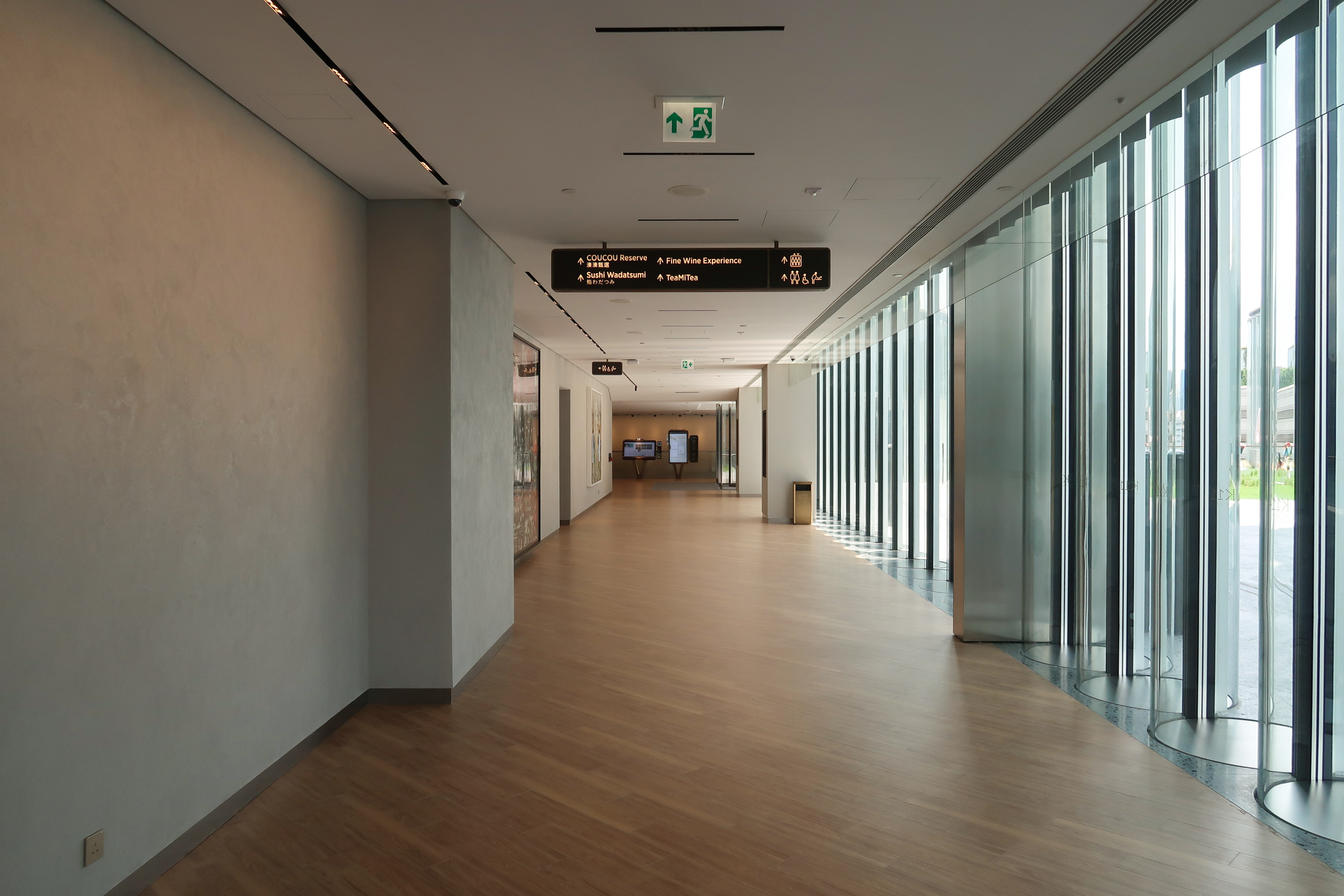
通道
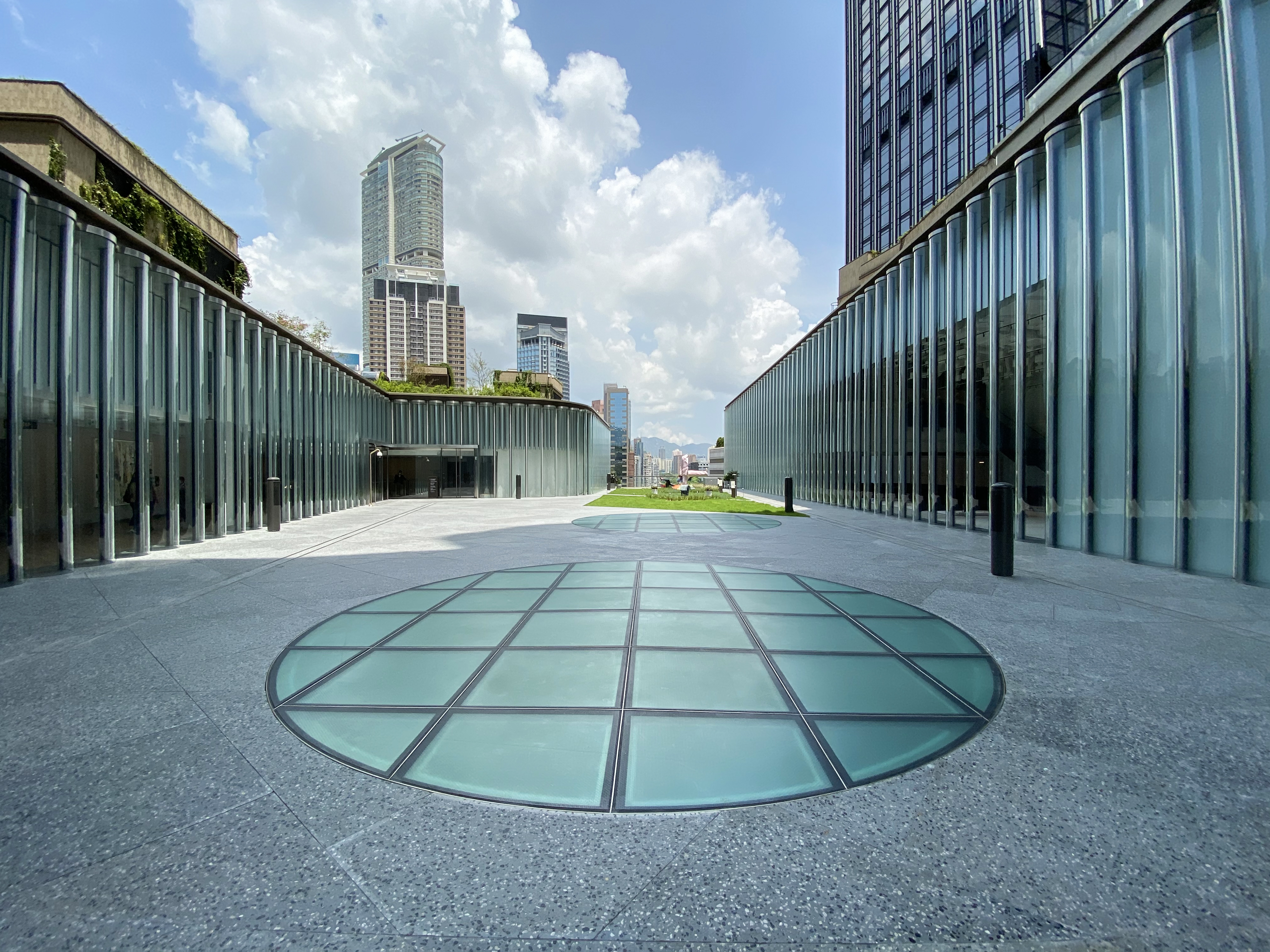
K11雕塑公園
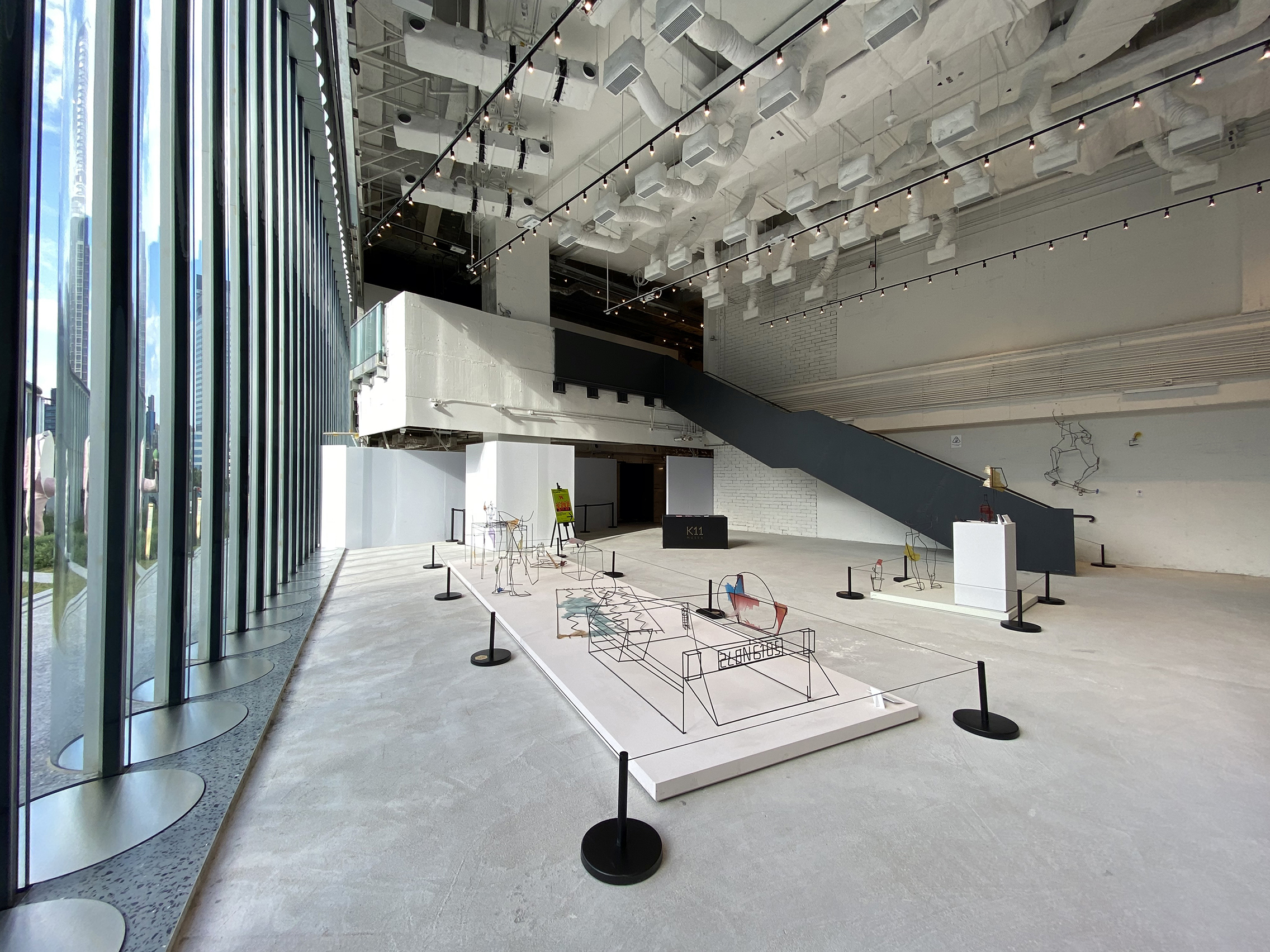
K11 Art & Cultural Centre中庭，目前為PURE Fitness
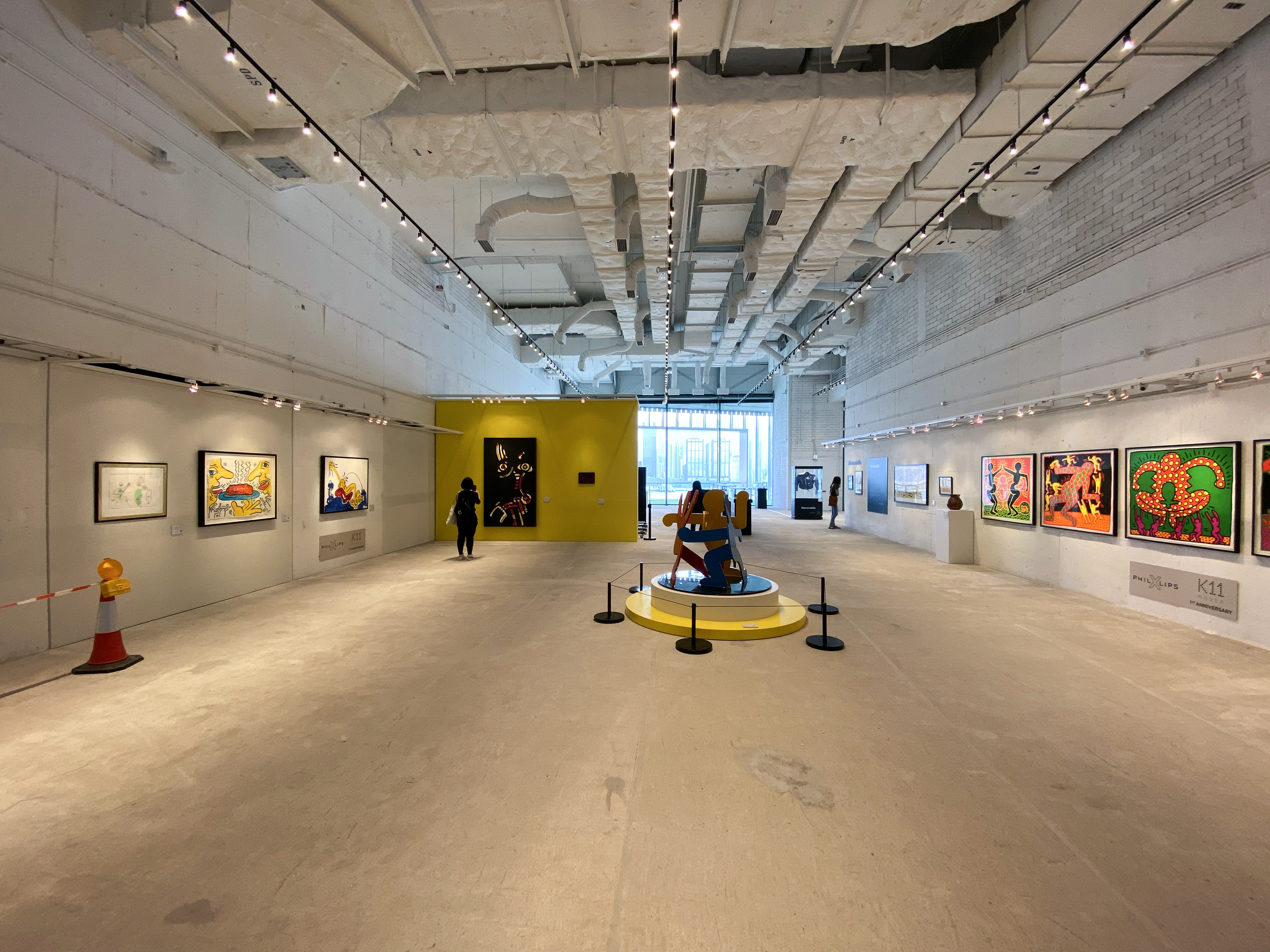
K11 Art & Cultural Centre展廳，目前為PURE Fitness

### 7樓

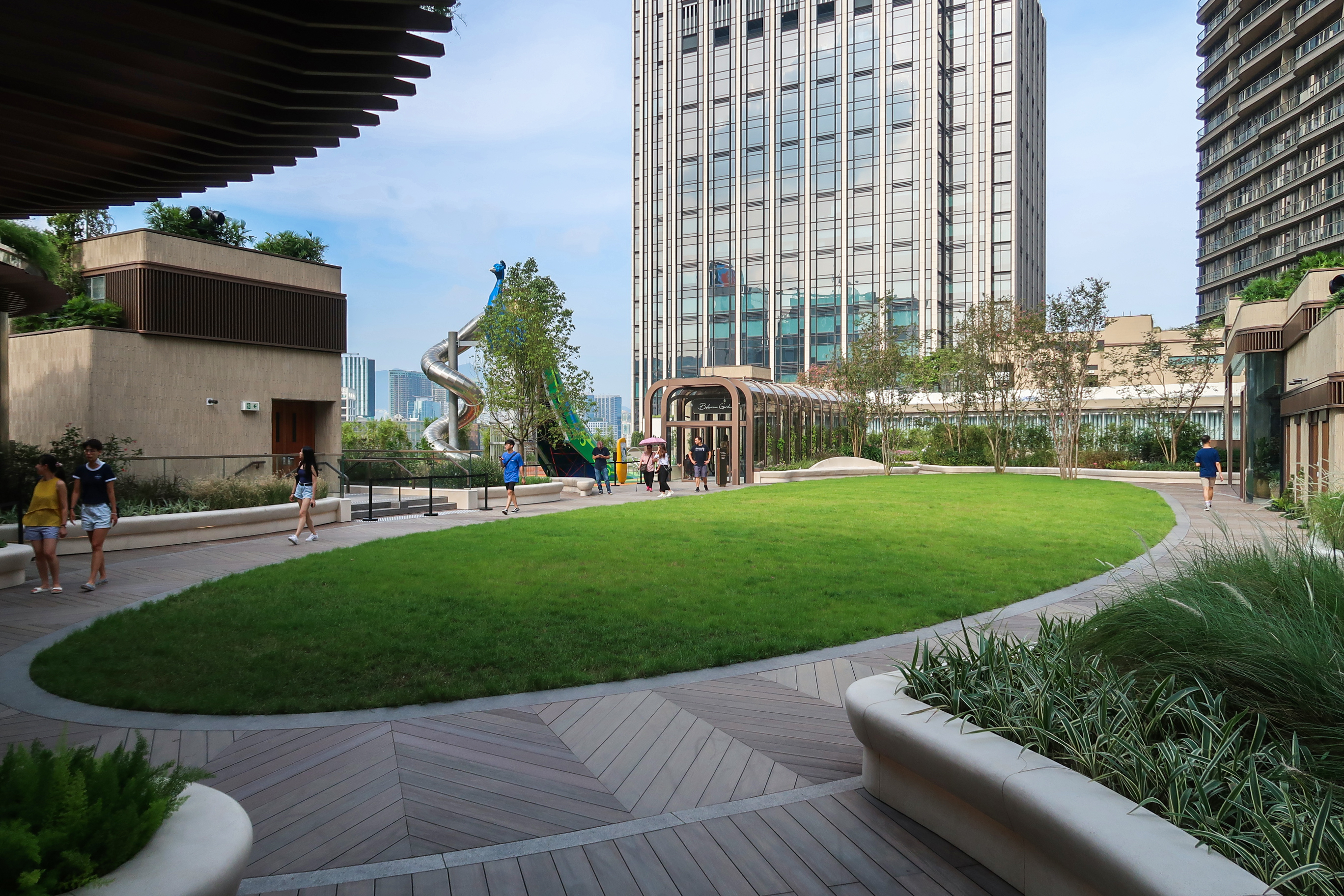
7樓Bohemian Garden

天台花園Bohemian Garden設有草坪、流水台階和戶外用膳空間。而花園內的Peacock Playground由丹麥遊樂設施設計團隊Monstrum設計，設9米高的孔雀（需網上預約才可進入），小朋友可沿流線狀的尾巴攀爬至6米高的大型滑梯。遊樂場內亦設置跳墊與戲水區。草坪範圍於2022年10月改成寵物友善公園。  
該層有咖啡店Elephant Grounds（2019年9月22日開幕）、鏞記酒家年輕品牌「鏞鏞藝嚐館」、在2020年5月開業的「夜上海」和韓式素食餐廳「土生花」。

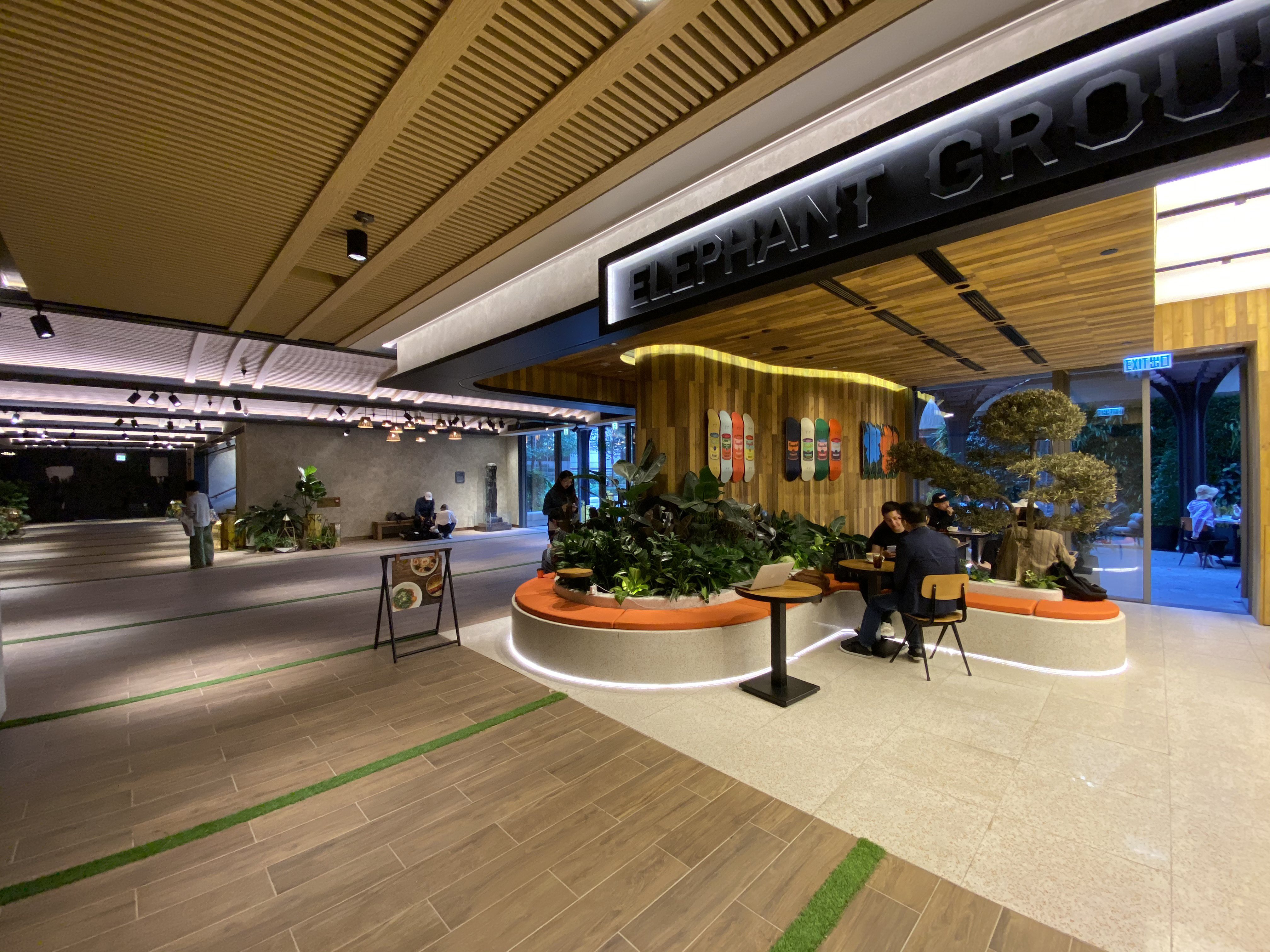
7樓咖啡店Elephant Grounds
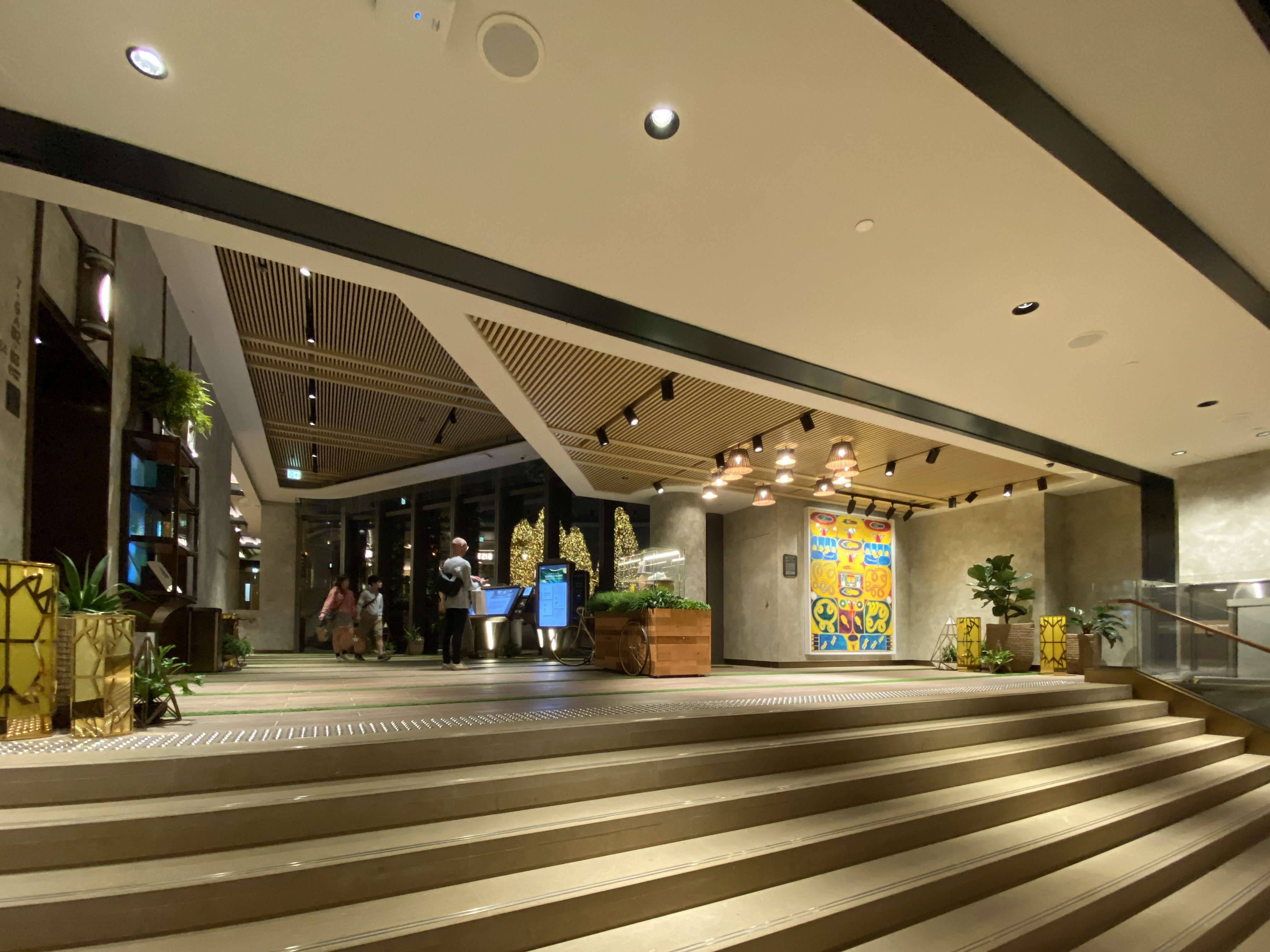
7樓升降機大堂
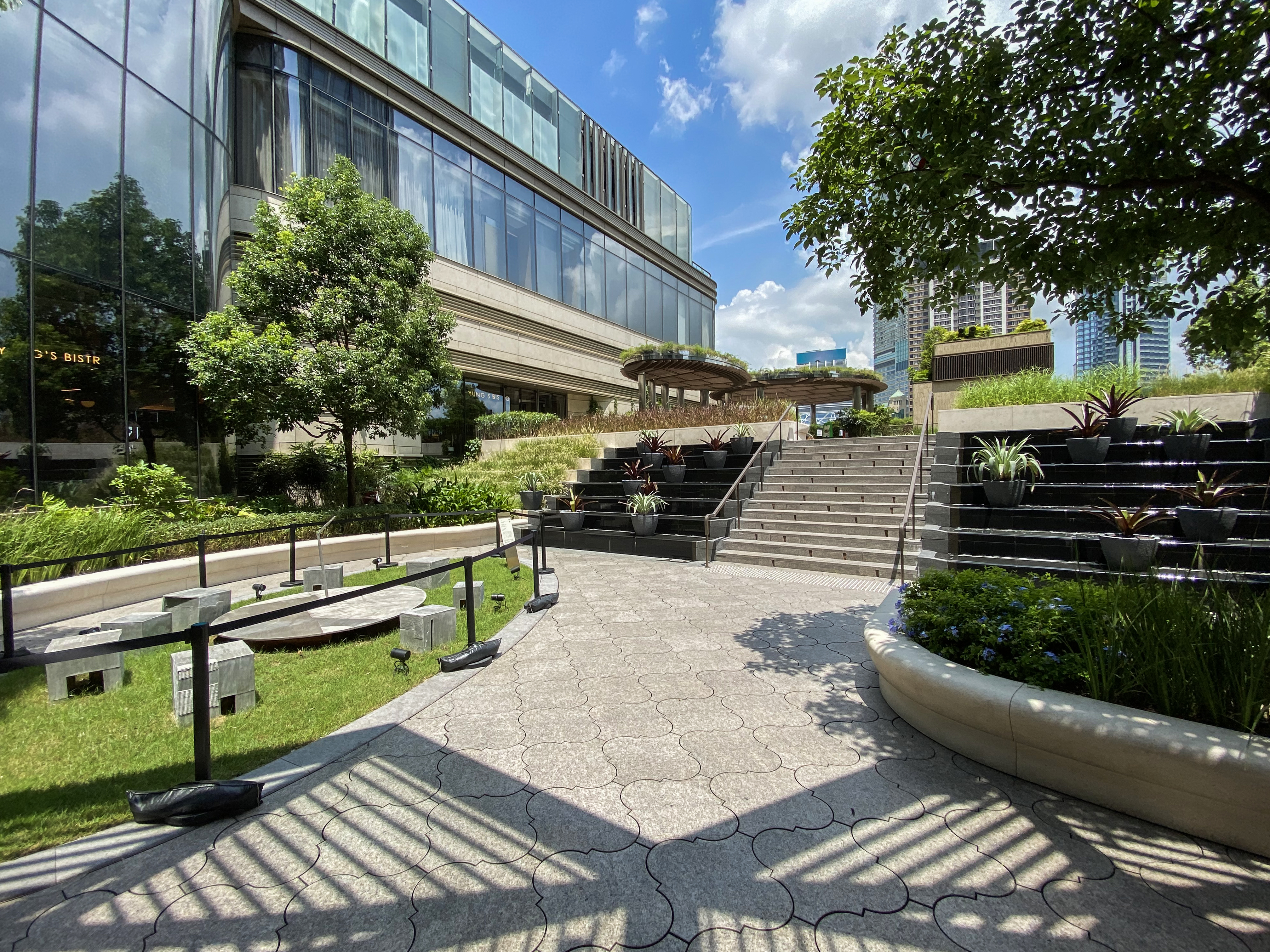
7樓流水台階
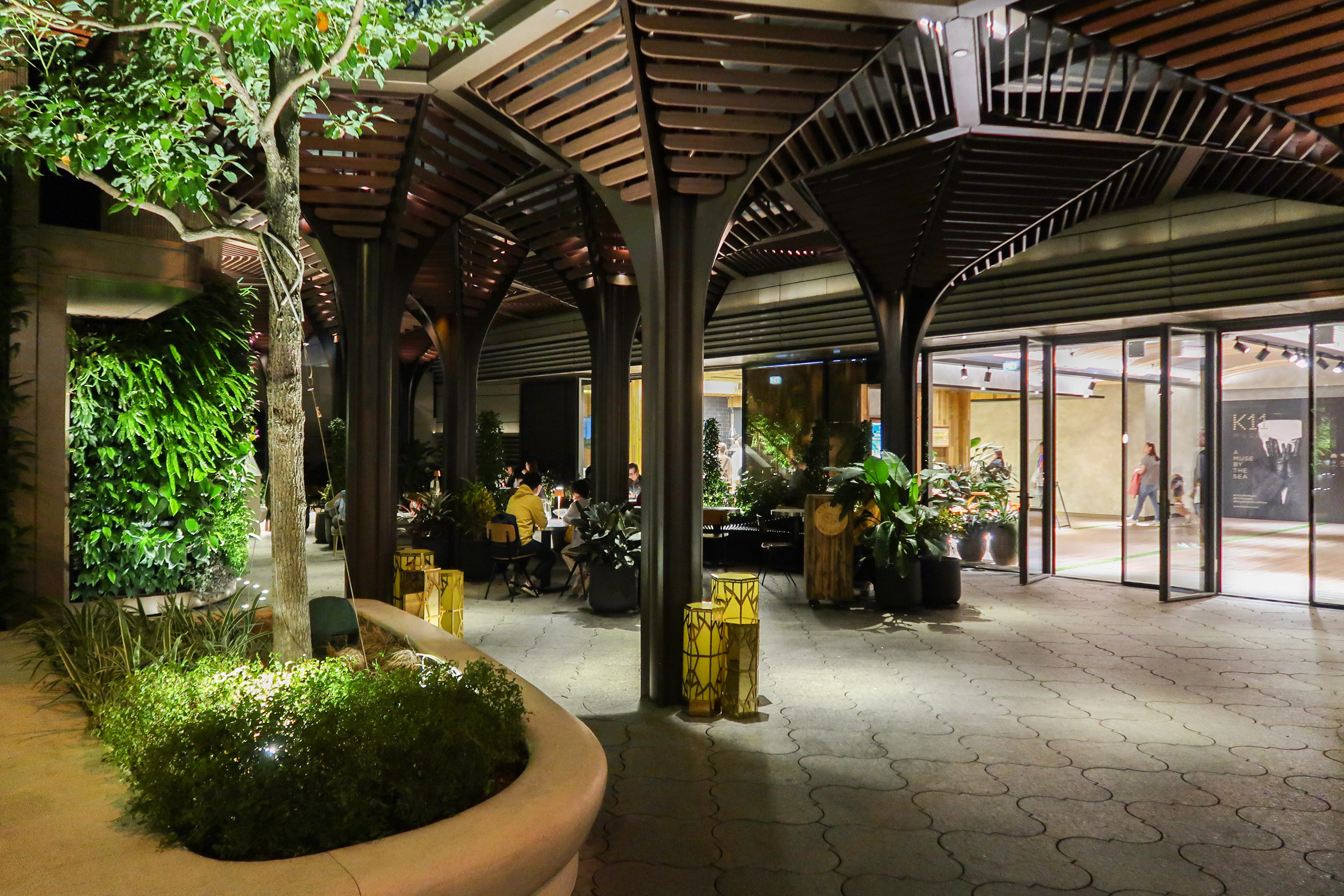
7樓Bohemian Hexagons涼亭
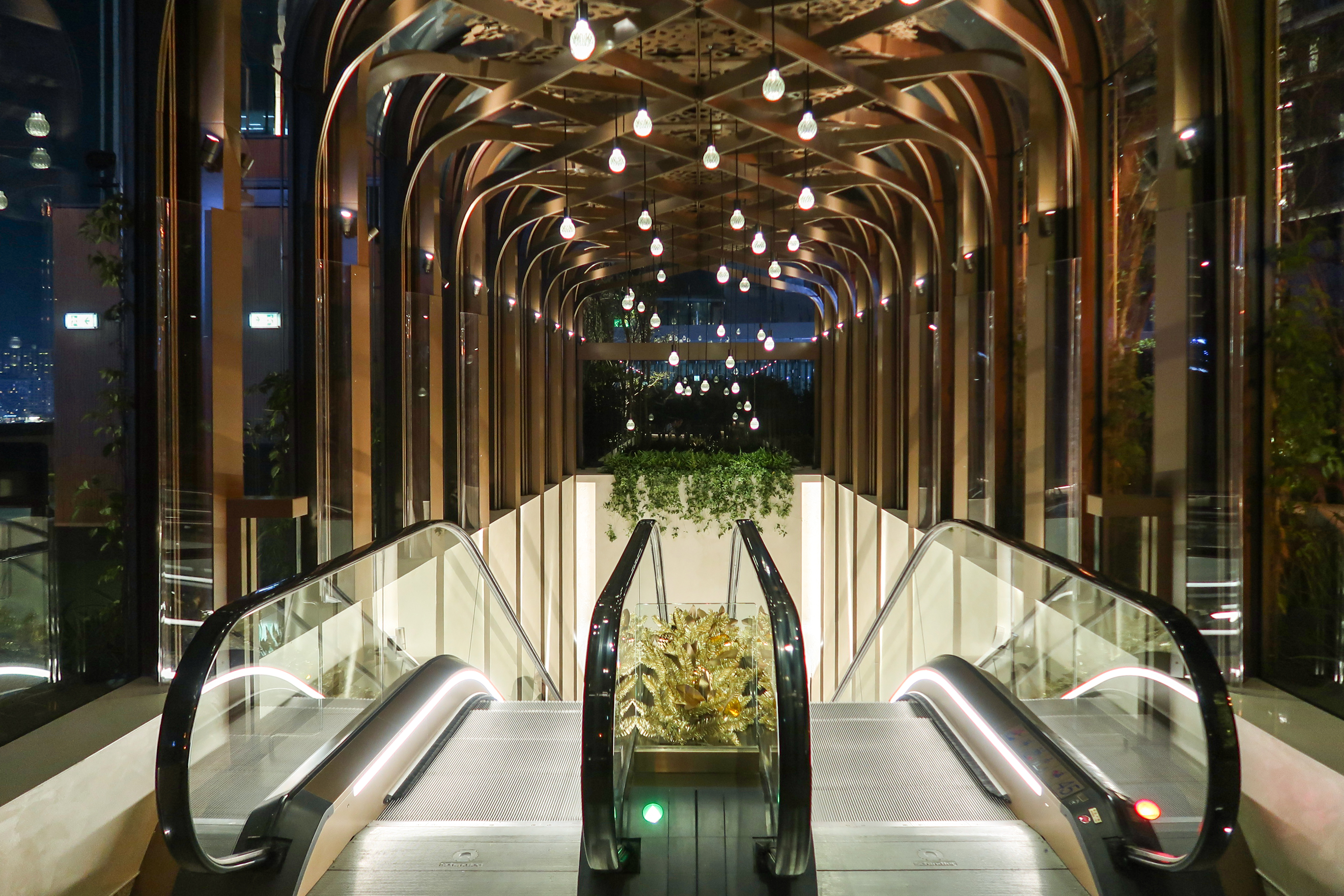
7樓Bohemian Arches

## 特色設施

### DONUT PLAYHOUSE

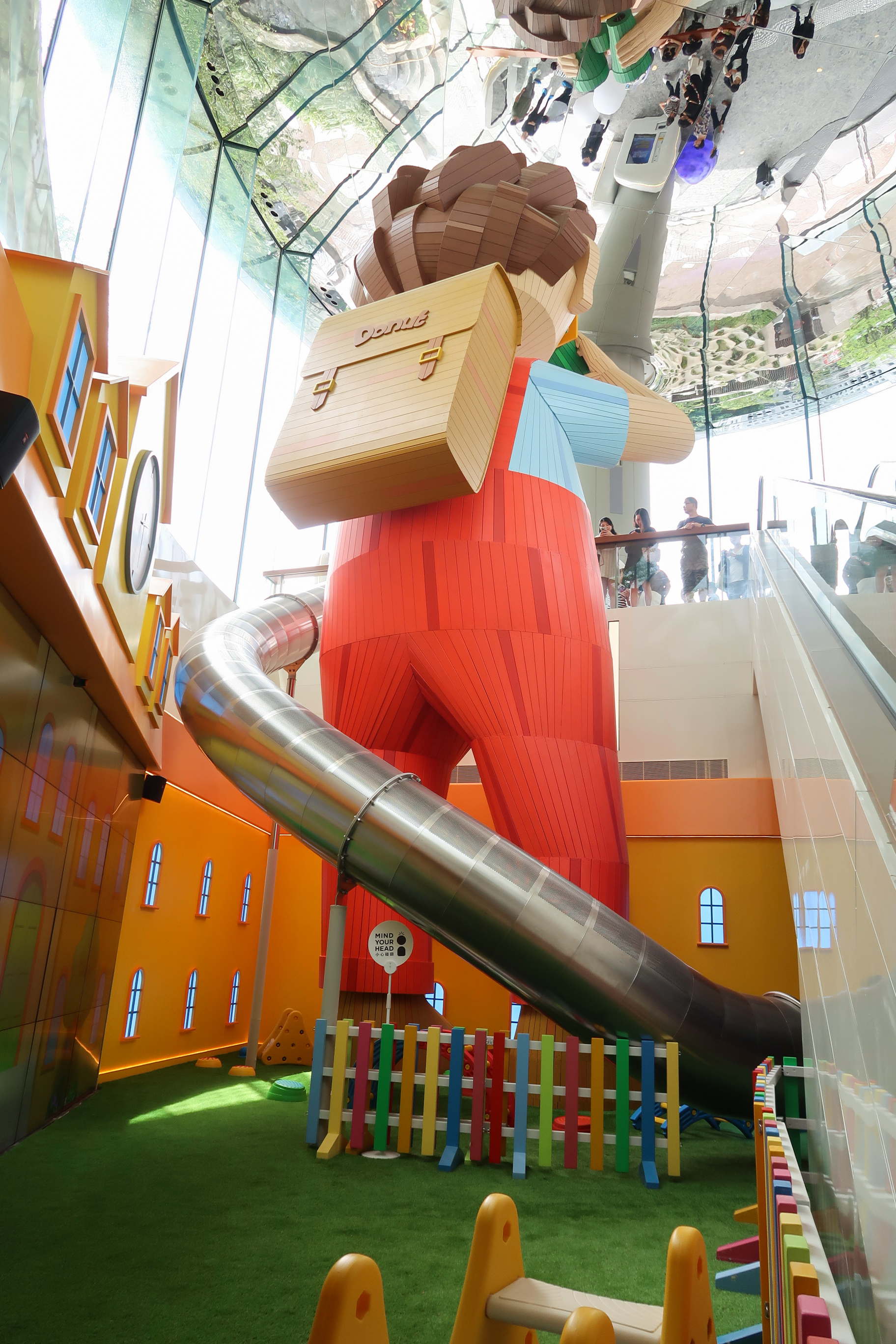
Donut Playhouse設横跨室內三層巨型人物造型滑梯

位於前名店城位置，以本地創作動畫《咚咚仔與咕咕喵 （页面存档备份，存于）》為主題，設全港首個横跨室內三層巨型人物造型滑梯，由丹麥設計師Ole Barslund Nielsenb設計。B1和B2層設互動遊戲區、DONUT Cafe及紀念品店。該項設施實施收費。試業期間（8月26日至9月3日）於商場以電子消費滿500港元（最多2張單），或於Donut Cafe 或Donut Store任何消費，即可換領當日入場門票一張。但因新型冠狀病毒的變種病毒omicron出現關係,Dount Playhouse於2022年1月8日起關閉14日。於2023年重開，並交由「Epicland歷奇王國」接手管理。

### Nature Discovery Park

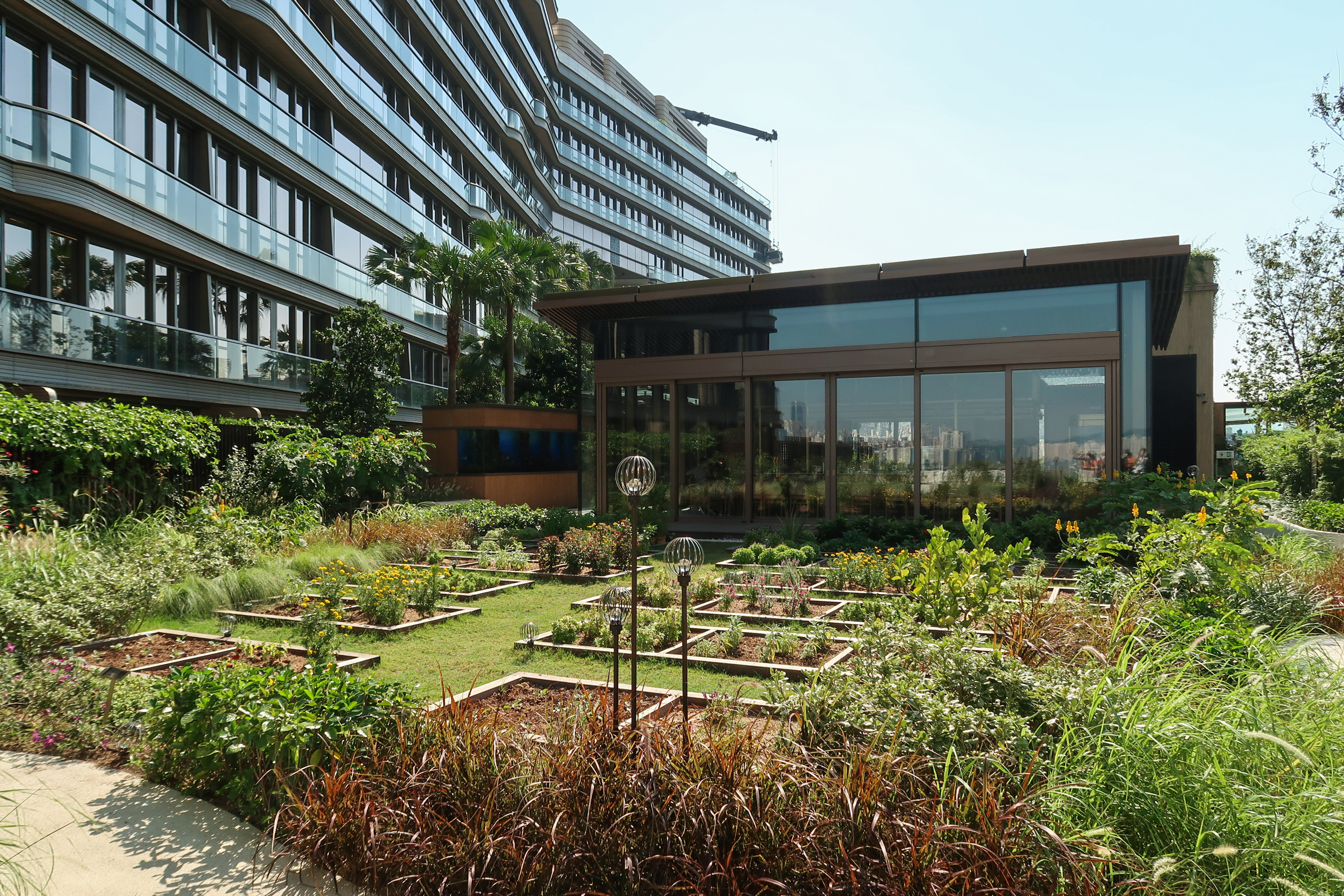
8樓天台Nature Discovery Park

Nature Discovery Park位於K11 Atelier與K11 Artus之間的8樓天台，佔地2,000平方呎，只能經商場其中兩部升降機前往。由 LAAB ARCHITECTS 及 PLANDSCAPE 設計的Nature Discovery Park為「香港首個以『都市生物多樣性』為主題的室內外自然博物館及可持續發展教育園區」。Nature Discovery Park 設有與香港大學合作的昆蟲標本櫃、全港最大的戶外水族箱、本地植物的花園，及室內霧耕機。同時設活動埸地。該項設施初期試業期間免費開放，正式開業後實施收費，票價為80港元，若要導賞服務則需另外收費，成人為200元。開放時間為每日早上11時至晚上8時，如遇惡劣天氣則會暫停開放。

### Gentry Club
會所位於8樓K11 ARTUS服務式住宅下面，提供餐飲服務為主，顧客要消費達100萬港元才有資格申請成為Black Vantage member和享用會所服務。

### 音樂噴泉
商場在向梳士巴利道的花槽裝設音樂噴泉，配合燈光及噴霧營造出噴火效果，惟該噴泉甚少啟用。
另外，商場向維多利亞港一邊，香港星光大道與商場之間的海面安裝了大型音樂噴泉Water of Stars，現階段於每天下午6時起（星期六及日則為下午5時起）約每小時運作，歷時約4分鐘多，其中每晚8時10分的場次會有燈光及音樂配合。

## 圖集

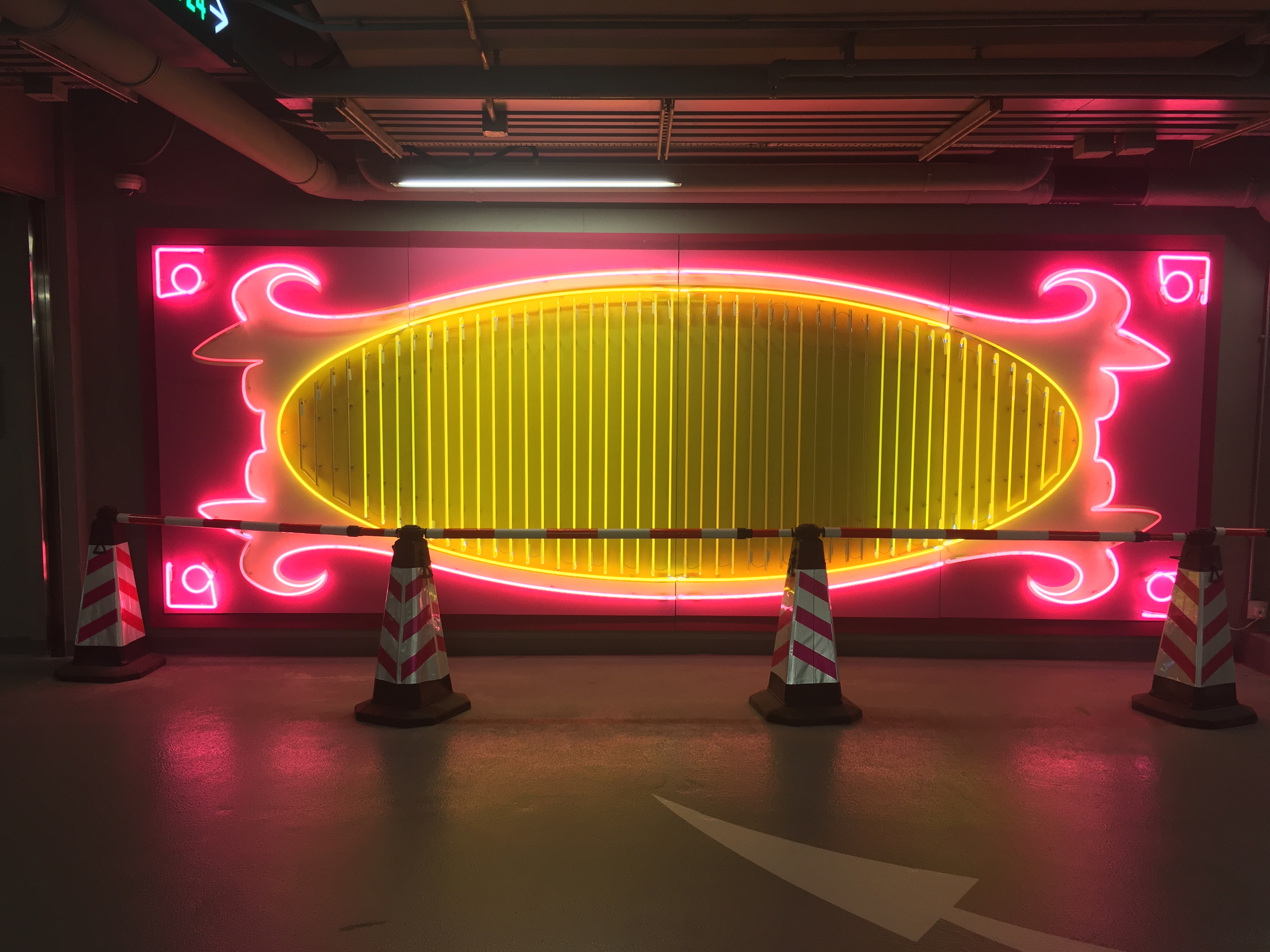
B3層停車場的霓虹藝術裝置
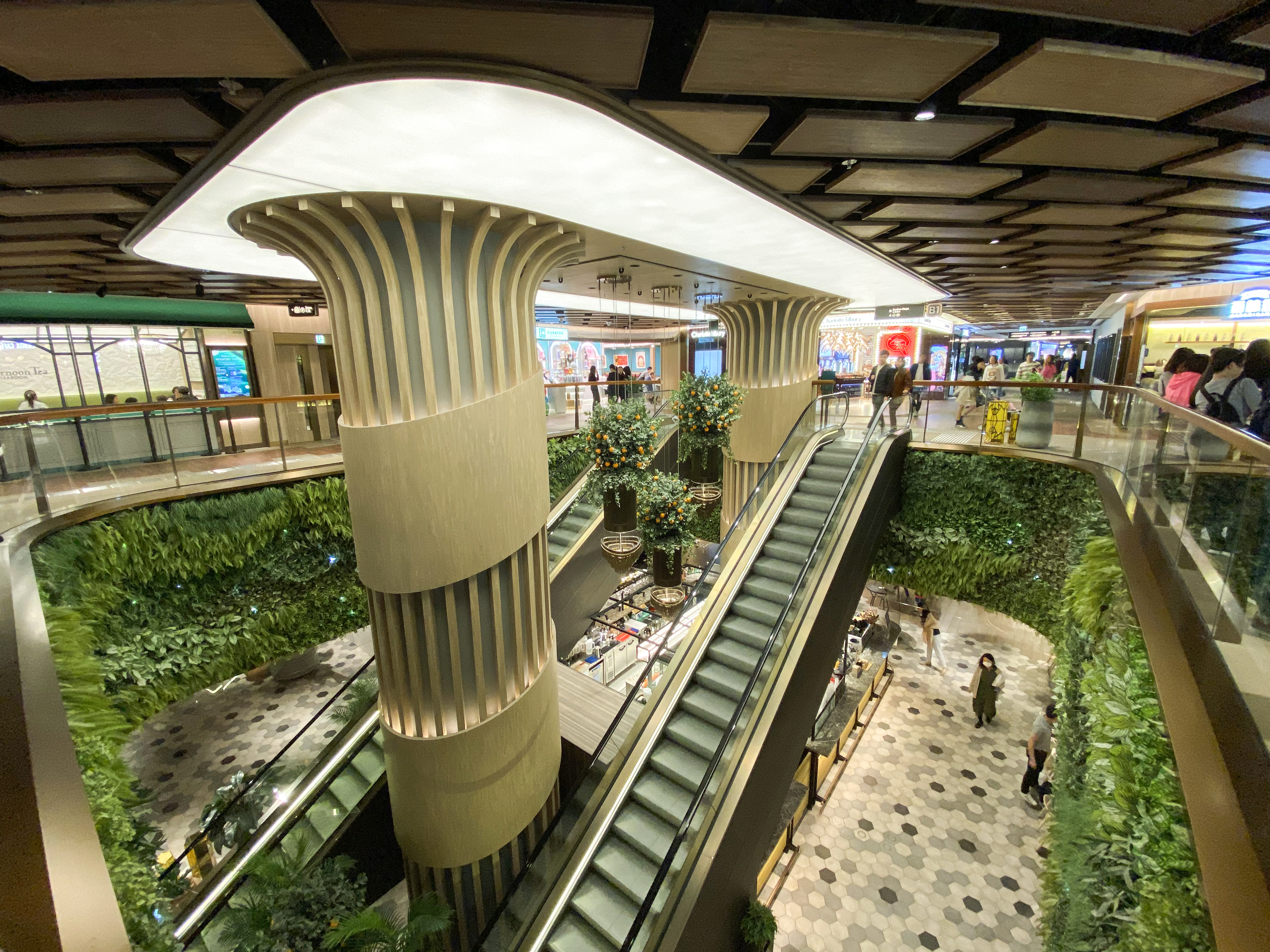
B1層往B2層美食廣場中庭
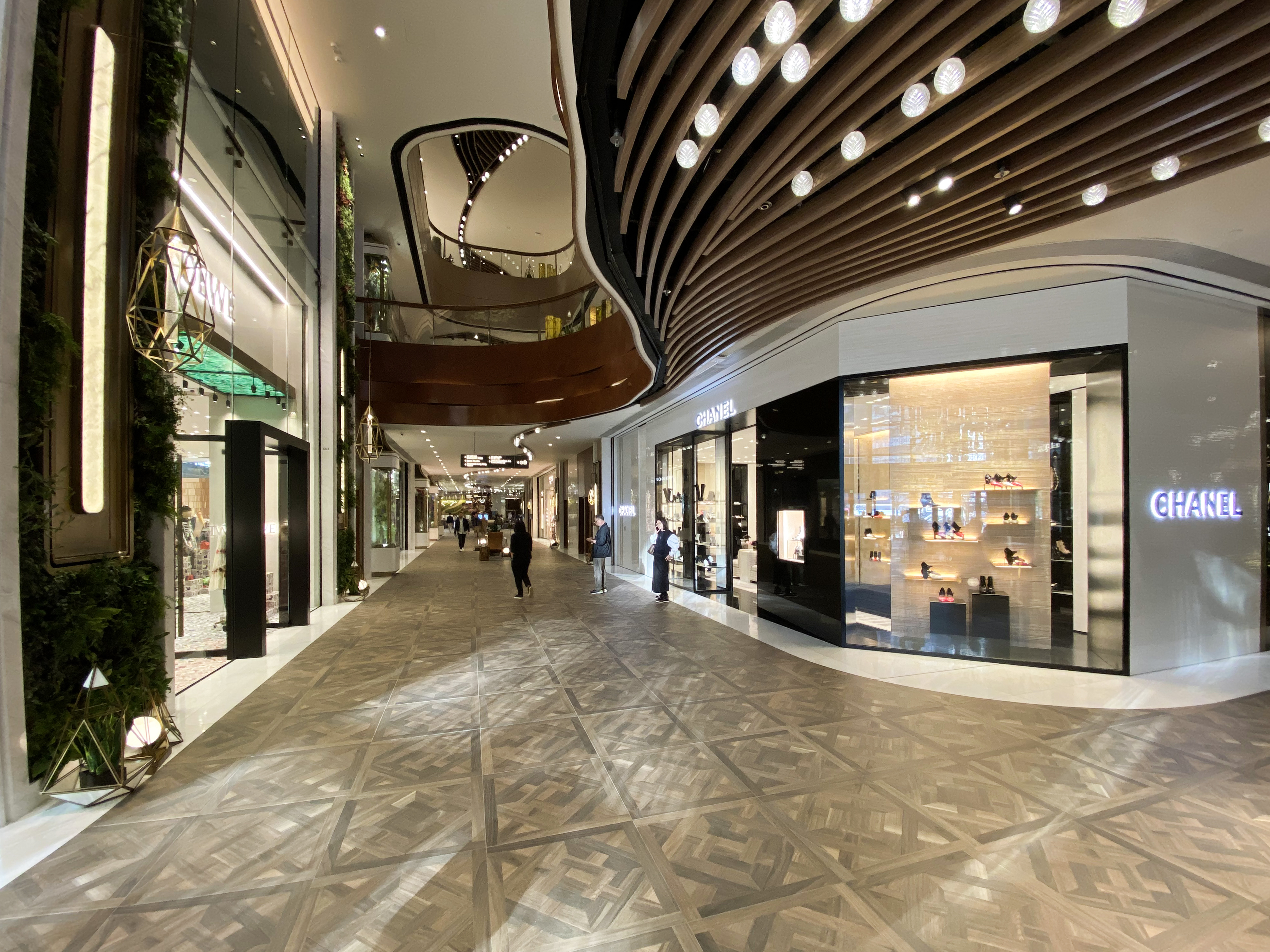
地下全層以國際奢侈品牌為主
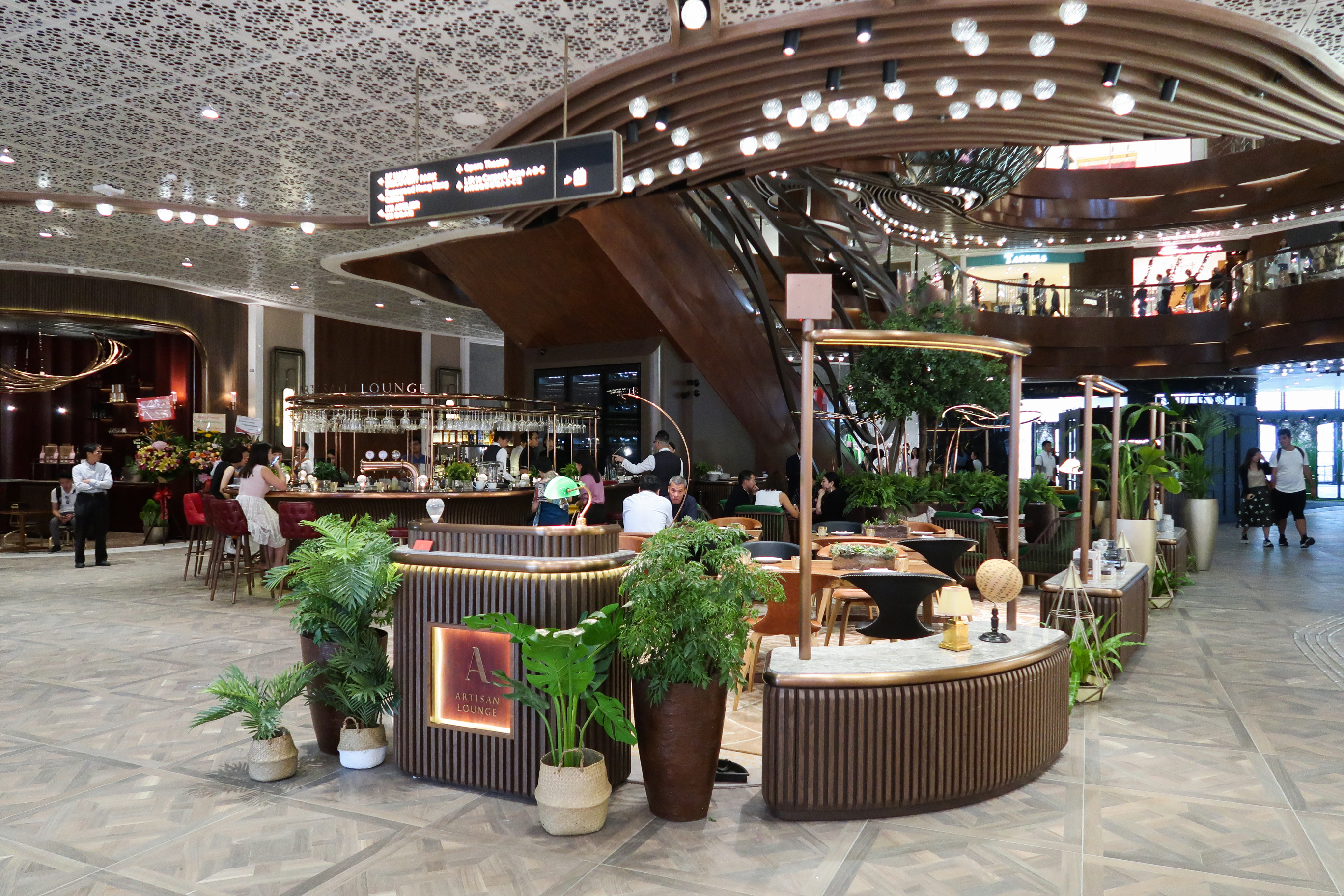
地下Artisan Lounge，全日供應精緻下午茶
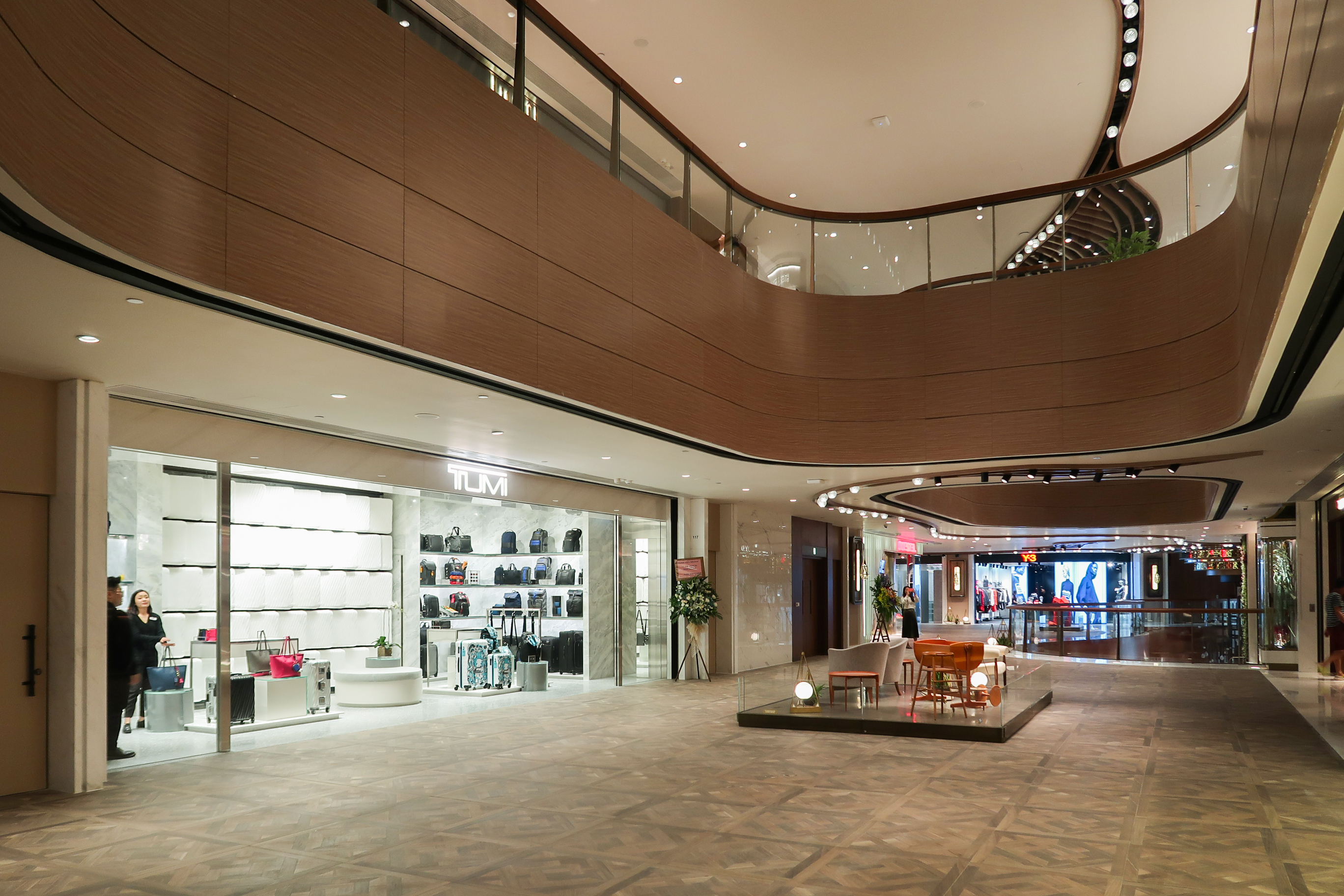
1樓中庭
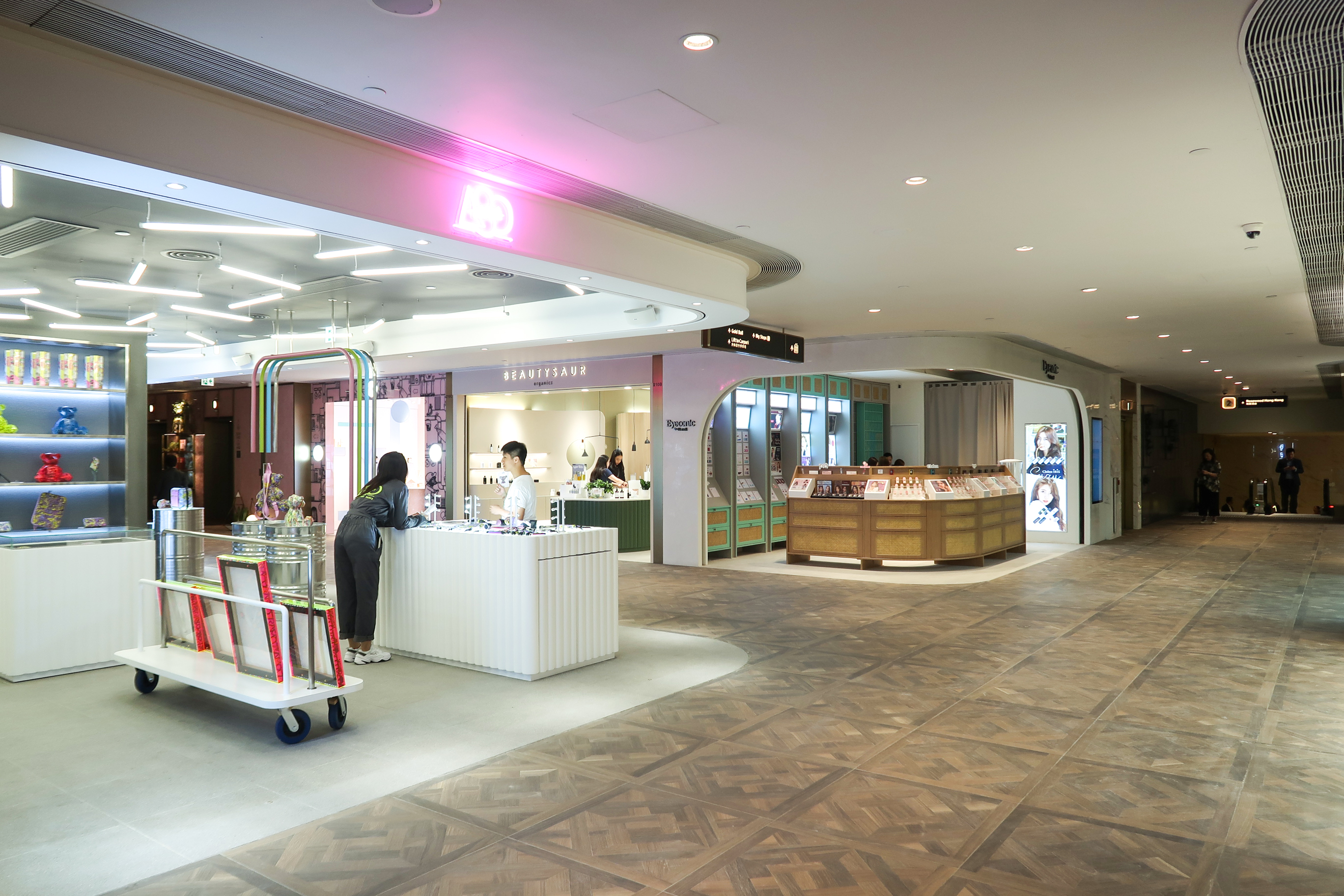
2樓商店
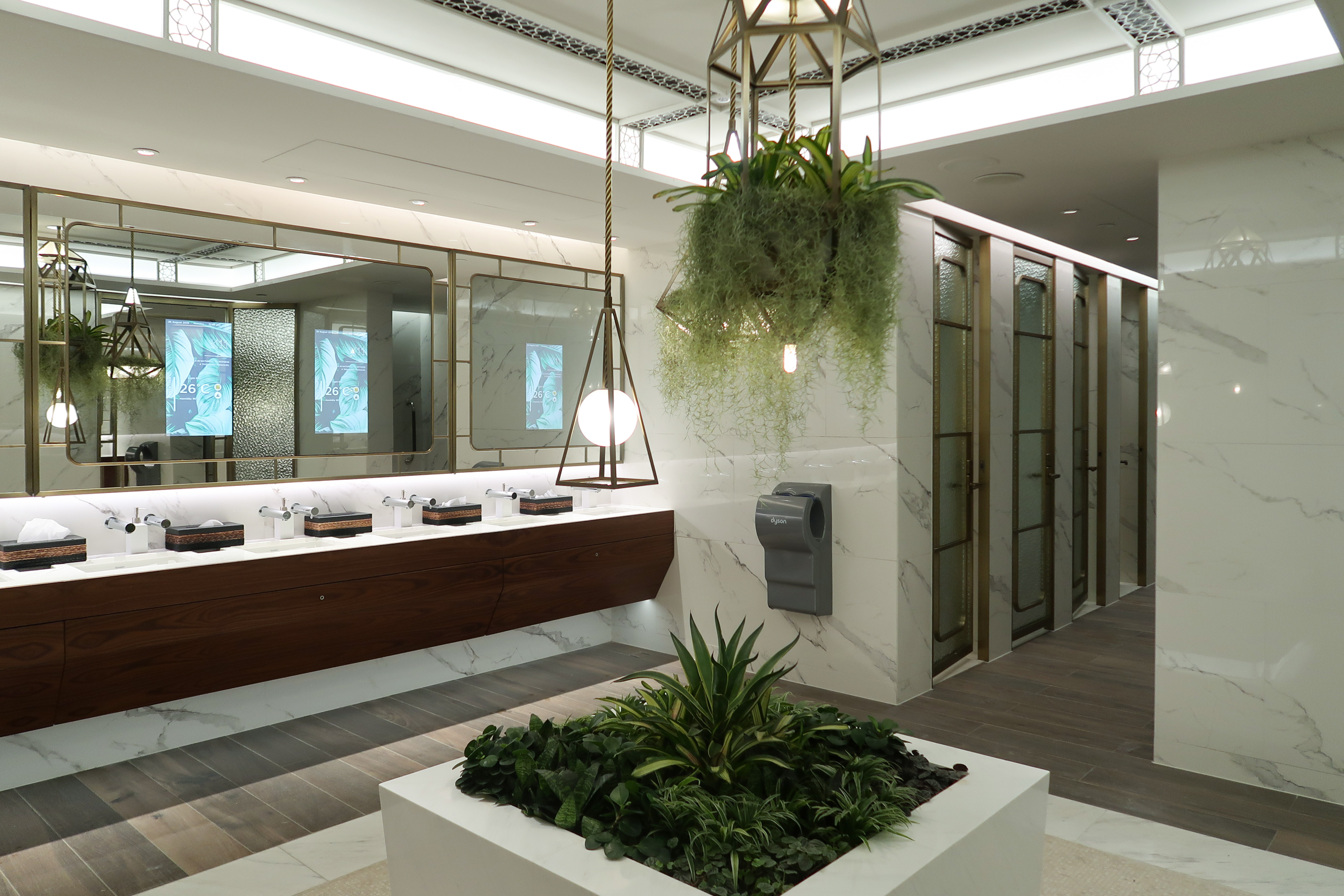
2樓男洗手間
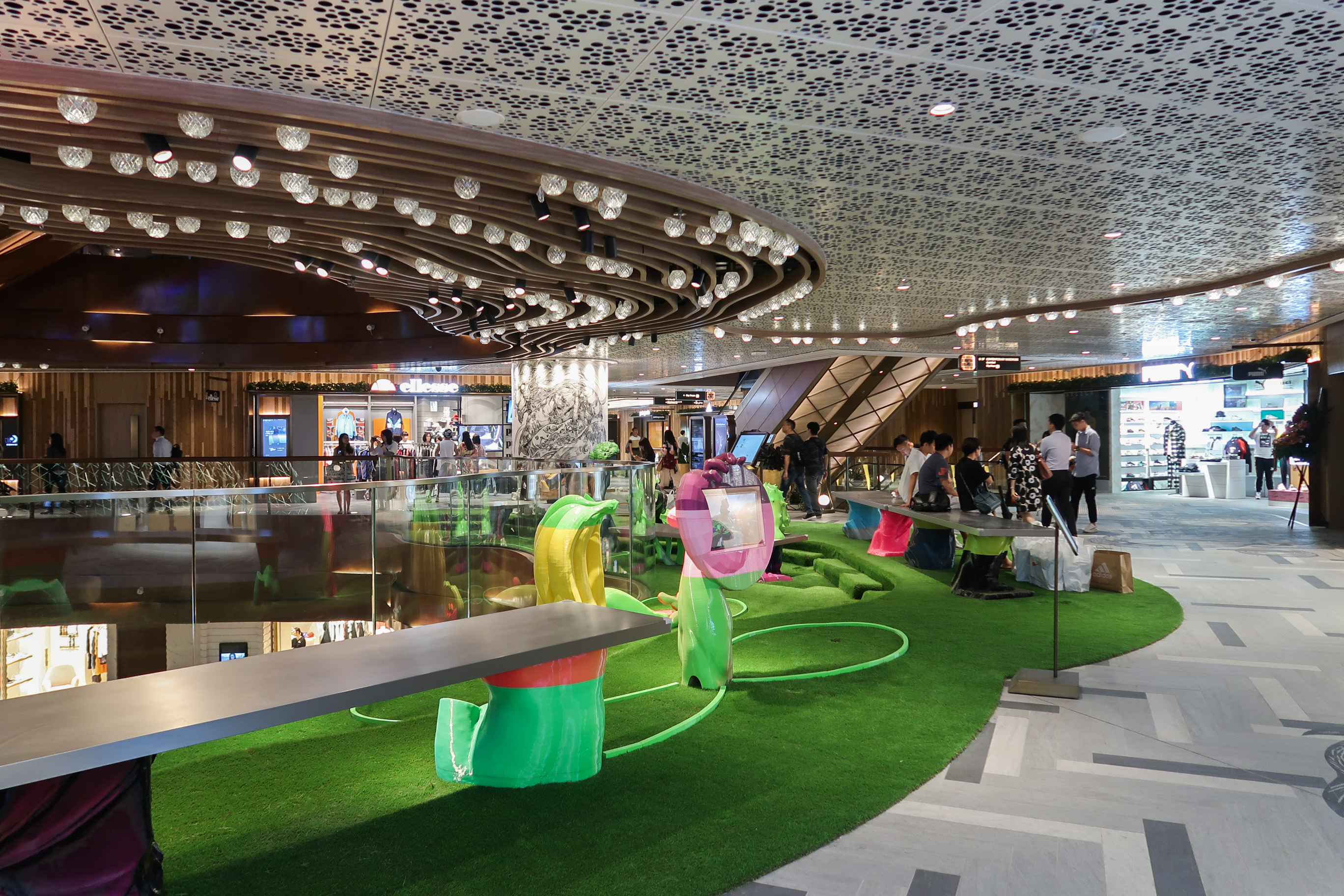
3樓楊嘉輝的《大大公司（小小高爾夫球）》休息區
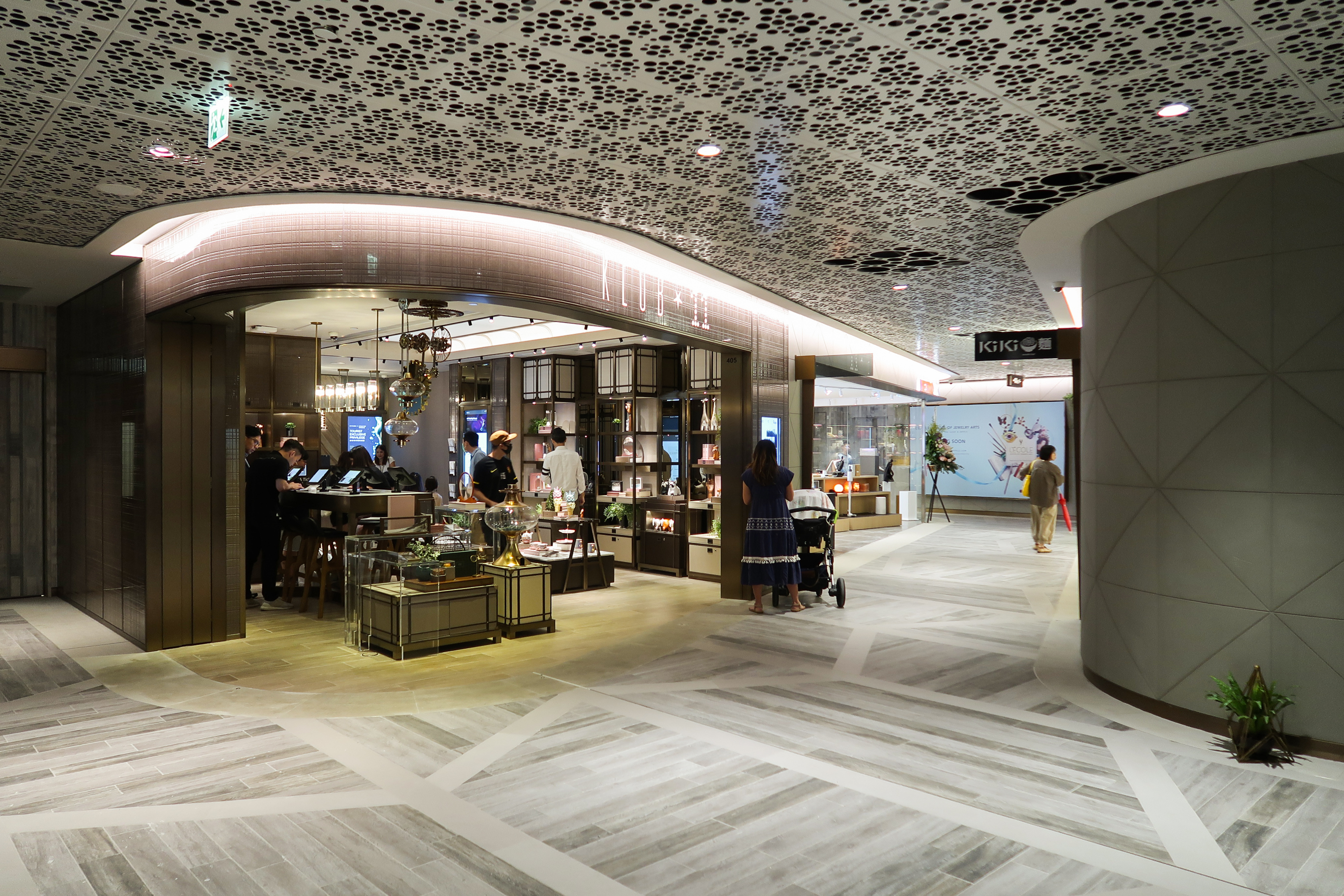
4樓KLUB 11會員中心
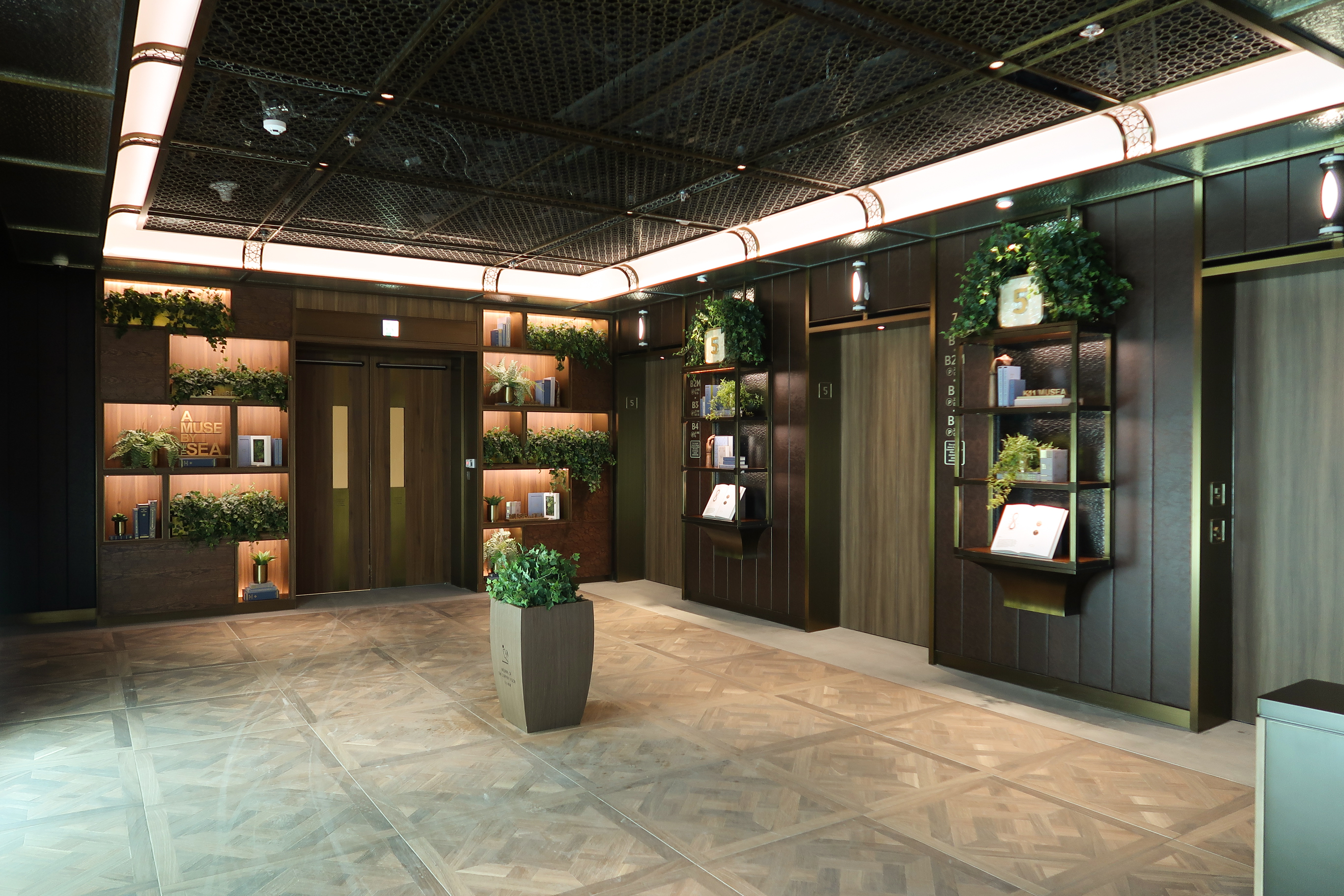
5樓升降機大堂
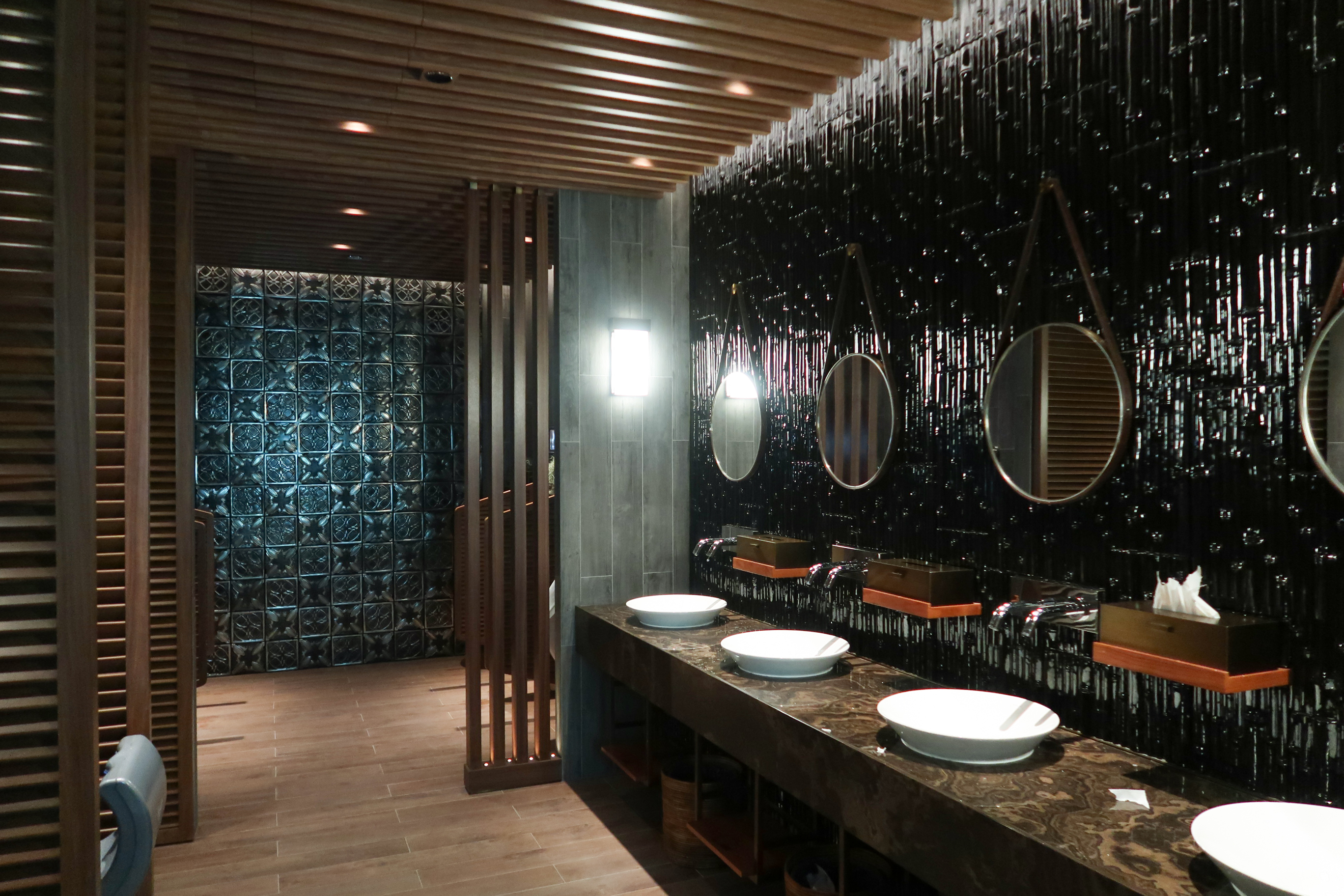
5樓洗手間

## 租戶

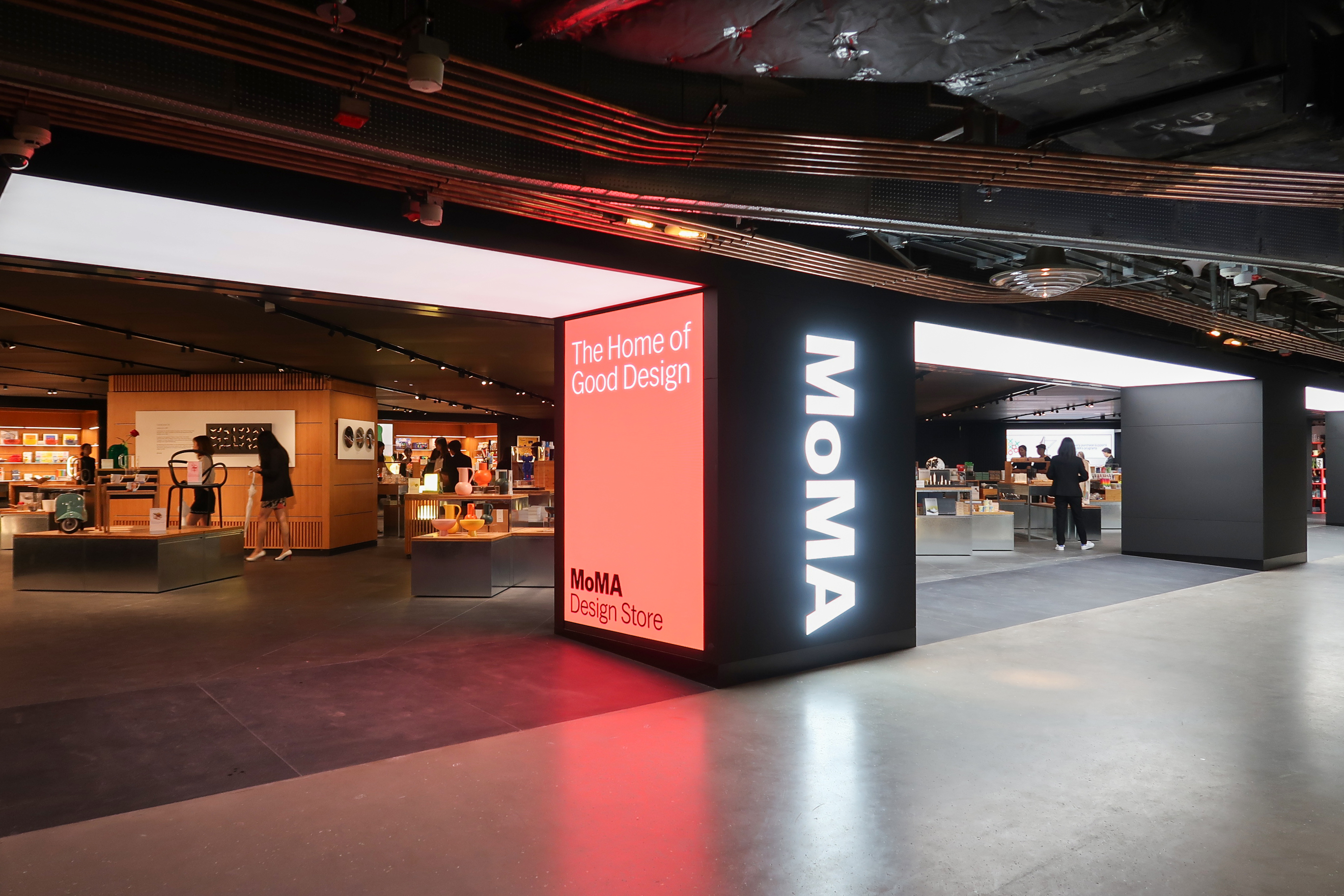
1樓MoMA Design Store佔地6000平方尺，為亞洲最大

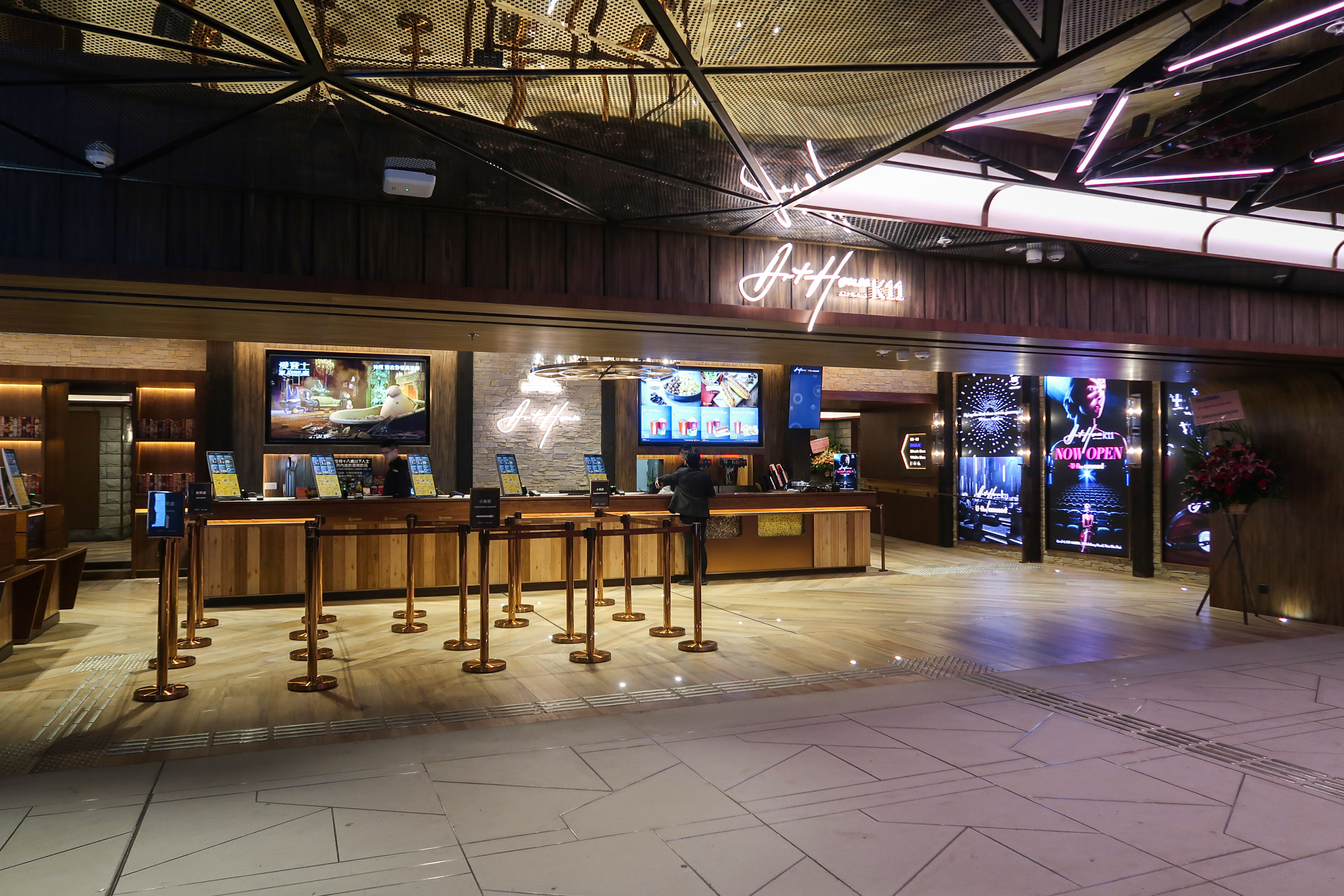
4樓K11 Art House戲院

商場將匯聚眾多國際奢侈品牌：如卡地亞、香奈兒、蔻依、巴黎世家、紀梵希、梵克雅寶、積家、芝柏錶、喬治·亞曼尼、古馳、伊夫·聖羅蘭、亞歷山大·麥昆、凱卓、山本耀司等等，其中包括首度進駐香港、以全新概念登場的限定店及旗艦店，當中包括現代藝術博物館（MoMA）轄下設計商店MoMA Design Store在亞洲最大的分店、逾300年歷史的英國皇室御用品牌Fortnum & Mason於亞洲的首家商店及餐廳、美國高級時裝網上購物平台Moda Operandi於亞洲首度設置的展示空間、L’ÉCOLE珠寶藝術學院，以及日本時裝品牌Yohji Yamamoto的全港首間概念店，集合零售、藝術、文化、娛樂以及餐飲等。
2019年2月20日，娛藝（UA）院線公佈在場內4樓設共有12間影廳的戲院，提供1708個座位。影廳更附設表演劇場，可舉行不同的文藝或表演活動，如邀請大師級的電影人舉行文化講座及工作坊等，希望能建立雙向的藝術文化交流平台。
2019年4月3日，《金融時報》透露倫敦的著名食品商店和百貨公司Fortnum & Mason將在場內設一共兩層，佔地7000平方呎的分店，原預計9月開業，最終延至11月28日開業
2019年5月30日，紐約現代藝術博物館MoMA轄下的MoMA Design Store宣佈開設佔地6000平方尺的分店，為亞洲最大，屬第一批進駐的商戶。而日本Afternoon Tea TEAROOM亦將進駐B1層。而嚐高美集團引入的日本拉麵店「多賀野」，亦隨商場開幕而即時開業。
2019年8月，日本智能健肌品牌《SIXPAD STATION》和GP芝柏表亦會在商場開業。而周大福管理的Victoria Playpark亦會在場內設立校舍。

### 獎項與認證
可持續發展主導 K11 MUSEA 的建築設計，項目獲美國領先能源與環境設計（LEED）金級預先認證及香港《綠建環評》（BEAM Plus）暫定銀級認證。當中的綠色建築特色包括總面積達5萬平方呎的垂直綠化牆；室內設計方面，主要使用石灰岩及木材等自然物料。其他特色包括收集雨水作100%灌溉水之用，以及採用海水冷卻的無油式節能空調系統，此系統跟美國 ASHRAE 90.1基準相比，每年可有效節約能源達12%以上。

## 涉嫌違反寬免條款 經營露天茶座及僭建溫室
2021年3月初，《明報》揭發商場將位於7樓，其中一個總樓面面積獲寬免的橢圓型草坪上，設置收費達1800至1980元情人節露天茶座活動，及一個售賣花朵的玻璃溫室。不過根據屋宇署發出的認可人士作業備考APP-152，該處被視為建築物公共空間，須獲屋宇署批准才能可改變土地用途。因而涉嫌違反寬免條款、僭建及無牌經營茶座。其後商場網頁和社交媒體的帖文已經刪除相關活動頁面，並稱「相關活動已因應疫情發展結束」。而地政總署表示已跟進個案，並得悉承批人正清拆草坪上的構築物。記者在商場重開後，發現草坪上的茶座和溫室已經消失。

## 商場活動
商場有一系列的開幕活動，包括2019年9-10月，奧地利藝術家Erwin Wurm的「熱狗巴士」到港，以及11月亞洲首個「Festival de Cannes Film Week」，放映2019年度康城電影節的六部官方評選作品，以及相關映後座談會及電影大師班等活動。

## 意外事件
2019年10月25日晚上10時，一名53歲女子在商場5樓高處墮下地下中庭位置後，當場證實死亡，現場未有檢獲遺書，警方初步調查後認為事件無可疑。
2019年12月1日，有戴口罩的巿民，被警方追捕，防暴警察拉開通往K11 MUSEA的玻璃門，向場內的樓梯噴胡椒噴霧。
2020年1月15日早上10時42分，一對外籍男女從K11 ARTUS寓館高處墮下倒卧於4樓露天茶座，當場證實死亡。死者分別為61歲姓梁女子及67歲外籍男子Robert，兩人為夫妻關係，持有英國護照及香港身份證。消息稱，他們最近持英國護照來港，並登記入住酒店。據知兩人遺下中文及英文的遺書，內容透露支持港人反對逃犯條例修訂草案運動，寫下「煲底見」的字句，並對最近的社會事件感到不開心。
2021年1月6日下午約2時，一名54歲男裝修判頭被裝修公司負責人發現在2樓的舖位內以皮帶上吊。消防接報後到場，發現證實死亡。警員在現場檢獲遺書，案件列作自殺。

## 2019冠狀病毒病疫情

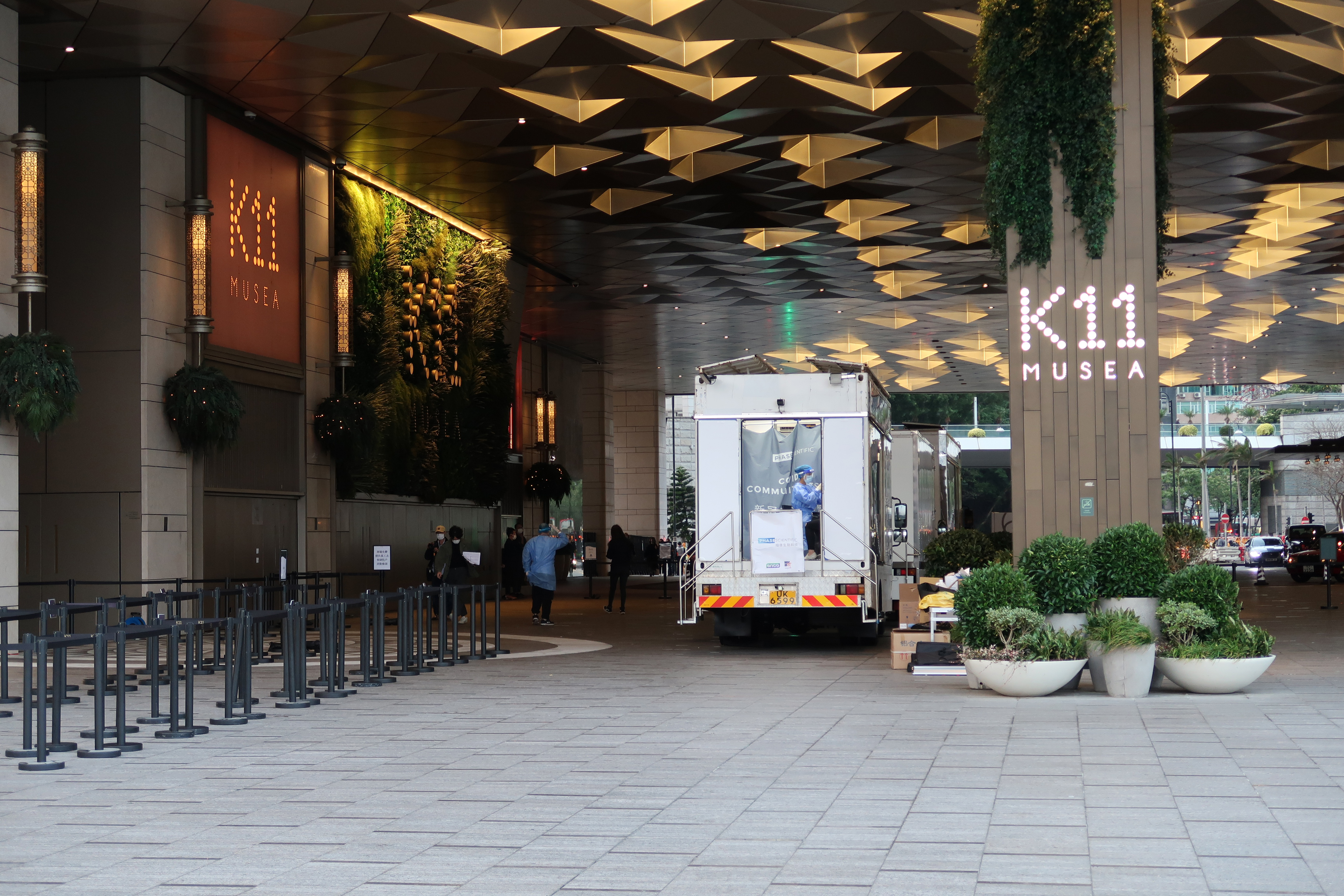
衛生防護中心要求所有在K11 MUSEA工作的員工進行強制檢測，檢測車停泊在商場外

2020年4月，一個尖沙嘴Red MR卡拉OK聚會群組出現新型肺炎爆發，一同唱歌的七人全部確診，部份患者是K11 MUSEA商場店舖的員工，衞生防護中心稱會追蹤是否有顧客受影響。K11 MUSEA亦曾發出通告，指G011號舖名牌時裝店Saint Laurent有員工確診，店舖已即時停業徹底消毒。
2021年2月，1樓餐廳「名潮食館」出現新型肺炎群組爆發，累計有48人確診，包括22名食客、9名員工及17名無到訪史的第二代傳播個案。衛生防護中心認為食客屬高危需要檢疫和檢測。到2月27日，商場內的Cartier員工染疫，衛生防護中心要求所有在K11 MUSEA工作的員工進行強制檢測。其後K11集團表示，商場由2月28日起一連兩日關館，為館內所有空間進行霧化消毒及加強防疫措施。後來翌日表示延長關館至3月5日，確保全體員工第二次測試結果亦呈陰性才重開。袁國勇視察商場後表示，確診個案全部位於該餐廳的地下，不涉及同一食肆的一樓，指出食肆的通風不理想，懷疑個案爆發是由於「短距離空氣傳播」，加上地面一層集中處理所有用過的碗碟，沒有將清潔與受污染的食具分開，不排除因此引致交叉傳播。同日，商場表示因通風問題提早與該餐廳解約。
閉館6日後，商場在3月7日中午重開，並推出限時優惠券。逾百人在商場門外聚集，隨後B2層多間商店均出現排隊人龍，有店舖有多達逾200人排隊，而轉候駛入商場停車場的私家車車龍更蔓延至梳士巴利道。有市民形容人流密集情况「仲衰過搭地鐵」，也有人批評商場催谷人流過分心急，形容是「災難」。K11 MUSEA高級項目總監董正綱稱已經為所有商舖鮮風和排風系統進行檢查，約2000名商場員工及租戶員工亦已驗病毒兩次。而衞生防護中心追查發現，商場爆發的真正源頭估計是一名在2月14日於商場出沒的隱形患者，導致56人受感染。

## 外部連結
- K11 MUSEA（页面存档备份，存于）